# Clitoris
Vous lisez un « bon article » labellisé en 2024.
Le clitoris est un organe du système reproducteur exclusif aux individus femelles (ou de sexe féminin) des animaux amniotes. Il est présent chez tous les mammifères, dont Homo sapiens, et chez certains Sauropsides. Il peut apparaître au cours du développement embryonnaire, et est généralement possédé en un unique exemplaire, bien que des individus puissent en avoir plusieurs, à l'instar des squamates qui possèdent deux hémiclitoris.
Le clitoris est issu de la même structure que le pénis qui est donc son homologue. Sa morphologie et son positionnement par rapport aux autres organes génitaux varient selon l'espèce animale. Chez la femme, ses parties externes sont le gland et le capuchon du clitoris. Il se prolonge à l'intérieur du corps par les corps caverneux du clitoris et les bulbes du vestibule. Il est situé à l'intérieur de la vulve, protégé sous les grandes lèvres et positionné au bas du mont du pubis. Il est rejoint par les petites lèvres. L'anatomie du clitoris des autres animaux est généralement mal connue, mais chez les mammifères, elle semble suivre un modèle approchant.
Le clitoris est, chez la femme, un organe très sensible, car fortement innervé, dont la fonction physiologique est érogène et orgasmogène lorsqu'il est stimulé. Il en est de même pour les quelques espèces animales pour lesquels la physiologie de cet organe a été étudiée.
Le clitoris peut être affecté par plusieurs pathologies comme le syndrome d'excitation génitale persistante, le phimosis, une forme de vulvodynie, des tumeurs et des kystes. Le clitoris est éventuellement l'objet de modifications anatomiques intentionnelles ou non. Elles peuvent par exemple avoir lieu à cause de mutilations génitales féminines — pour replacer les femmes dans une situation de subordination à l'ordre masculin —, d'une transition de genre ou bien être réalisées sous la forme de piercings génitaux.
La connaissance sur le clitoris des femmes ne commence réellement à émerger dans la littérature scientifique qu'à partir du XVIe siècle. Tantôt perçu par la médecine occidentale comme un organe inutile, tantôt jugé responsable de nombre de maux féminins et donc volontiers excisé, il devient après la Seconde Guerre mondiale un symbole du féminisme. Son anatomie et sa physiologie, dont les études connaissent un renouveau depuis la fin des années 1990, sont encore méconnues du grand public.

## Dénomination et étymologie
Le mot clitoris est, avec quelques menues variantes, utilisé tel quel en turc et dans les langues européennes modernes. Ce terme d'origine latine est emprunté au traité d'anatomie en grec ancien Des noms des parties du corps humain (Ier siècle ou IIe siècle) de Rufus d'Éphèse où il apparaît sous la forme de l'accusatif singulier κλειτορίδα (kleitorida). La forme verbale κλειτοριάζειν (kleitoriazein) y exprime l'« attouchement lascif » du clitoris,. Le mot féminin κλειτορίς (kleitoris) pourrait être un dérivé du verbe κλειω « fermer » et désigner un objet qui sert à fermer, à l'instar d'une clef, un verrou, un loquet, une barre de fermeture. Sa dénomination résulterait d'une métaphore, le gland du clitoris évoquant une pièce de serrurerie,,. D'autres étymologies, aujourd'hui rejetées, ont été proposées. Par exemple, clitoris aurait été une dérivation d'un mot arcadien *κλείτωρ (kleitor) qui signifierait « colline », « Kleitoris » voulant dire « la petite éminence ». Or, ce terme ne se rapporte qu'à une ville arcadienne en terrain plat,.
Pour désigner le clitoris, Rufus d'Éphèse mentionne aussi le terme myrte du grec myrton, la baie de myrte, appellation attestée aux VIe – IVe siècles av. J.-C., ou bien encore hypodermis, « sous la peau », et nymphè, étymologiquement « la voilée » qui désigne aussi une jeune fiancée. Comme l'explique Soranos d'Éphèse (fin Ier siècle-début IIe siècle) dans Des maladies des femmes, c'est parce qu'il « se dissimule sous les lèvres comme les jeunes mariées sous leur voile ».
En latin classique, tendigo désigne la tension, c'est-à-dire l'érection priapique, même chez la femme. Par une évolution métonymique genrée, il désigne le clitoris à la fin du Moyen Âge. Le mot latin landica, bouton ou petit gland, est employé pour clitoris. Il va donner en ancien et moyen français landie. Des périphrases et métaphores ont été souvent utilisées pour nommer le clitoris durant le Moyen Âge, par exemple les termes langue et lanterne. La transmission du vocabulaire grec via le latin, l'arabe ou les langues vernaculaires, a souvent abouti à des approximations et des confusions dans les sources savantes.
L'Oxford English Dictionary indique que la forme abrégée « clit » (« clito » en français), dont la première occurrence a été constatée aux États-Unis, est utilisée sous forme imprimée depuis 1958 : jusque-là, l'abréviation courante était « clitty ».
Dans la littérature médicale et sexologique, le clitoris peut être dénommé organe bulbo-clitoridien, ou faussement, complexe clitoridien ou clitoris-urétro-vaginal,. Le clitoris est parfois appelé « pénis féminin », ce qui dénote une vision androcentrée du corps féminin. Le terme clitoris est couramment utilisé pour désigner le gland seul.

## Développement embryonnaire et homologie

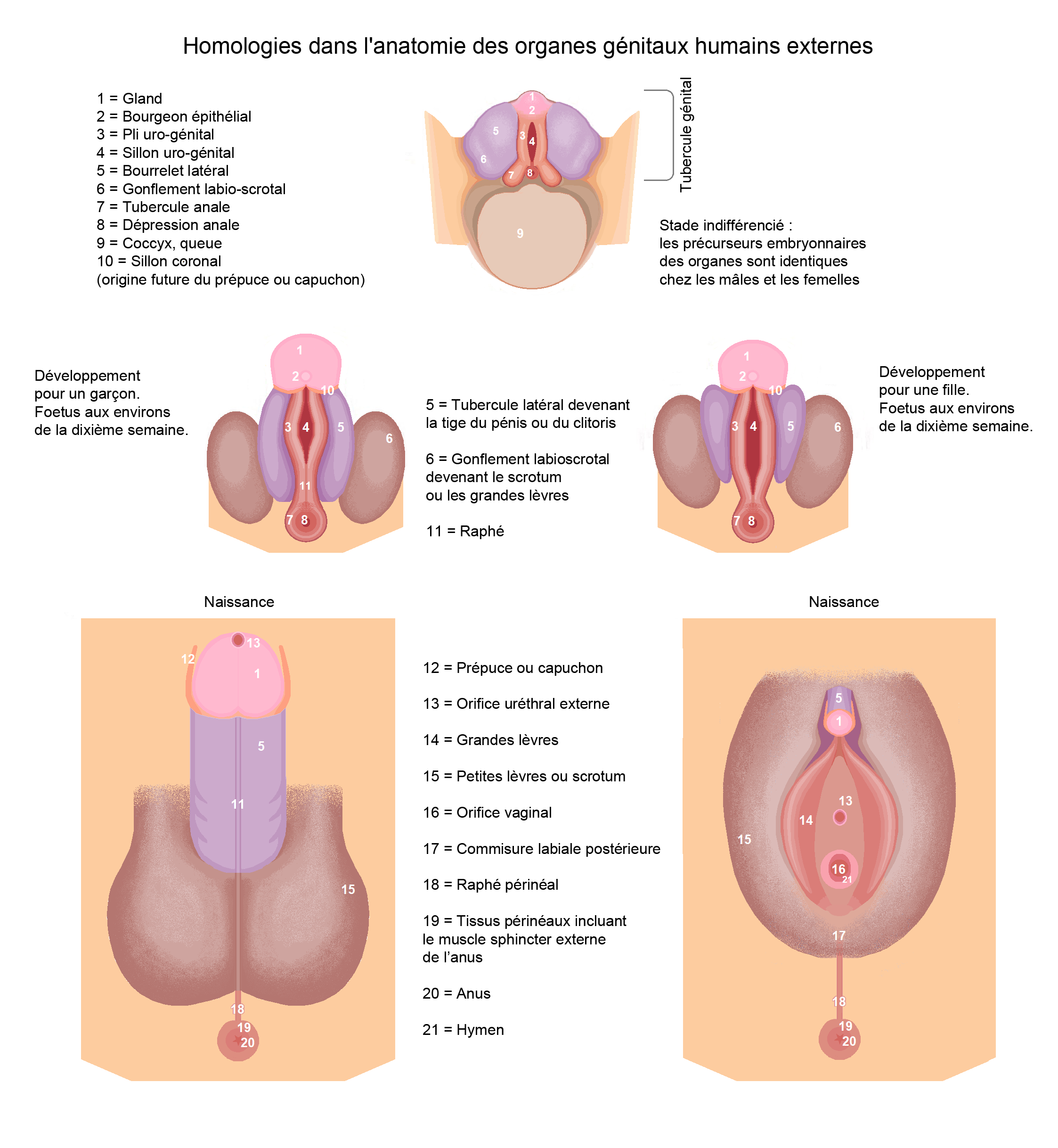
Étapes du développement des organes génitaux externes chez l'humain.

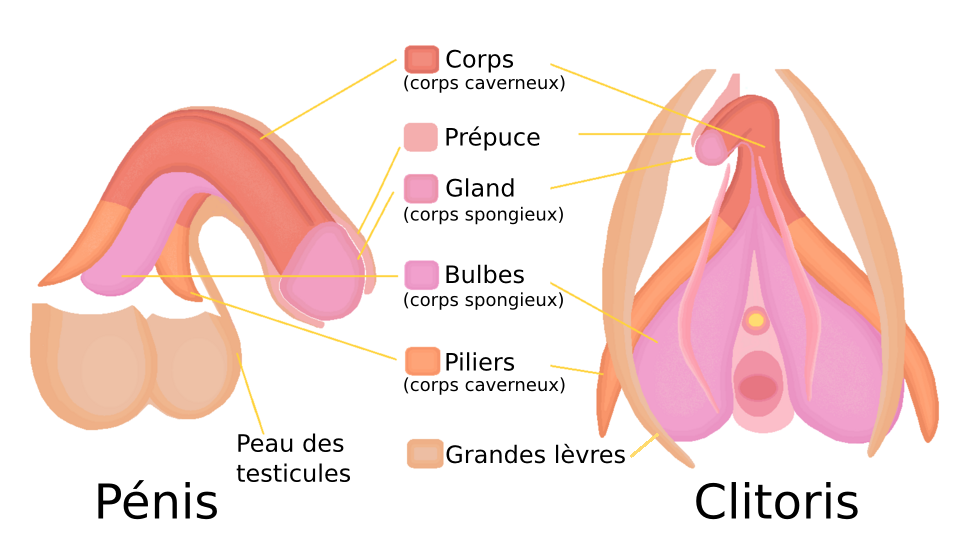
Homologie du pénis et du clitoris humain.

Chez les Amniotes, le développement embryonnaire des organes génitaux dépendants du sexe commence avec le développement de trois structures appariées, les gonflements cloacaux antérieur et postérieur et le tubercule génital, une structure indifférenciée. Les hormones sexuelles, les estrogènes ou la testostérone dirigent le développement des organes génitaux respectivement féminins ou masculins,. Les bourgeons génitaux issus du tubercule génital se situent dans l'entrée du cloaque. Soit ils restent séparés pour former une paire d'hémiclitoris ou d'hémipénis chez les squamates, soit ils fusionnent pour former l'appareil érectile que sont le clitoris ou le pénis chez les crocodiles, les oiseaux (lorsque le pénis est présent), les tortues et les mammifères. Le clitoris est présent chez tous les Amniotes mais, selon les espèces, peut disparaître au cours du développement embryonnaire. Le clitoris, quelle que soit sa forme, est homologue au pénis.
Parmi les Squamates, la différenciation sexuelle résulte soit de la génétique — par exemple les chromosomes sexuels —, soit de conditions environnementales — par exemple la température —, soit d'une combinaison des deux.
La différenciation sexuelle des mammifères est déterminée par le spermatozoïde qui porte un chromosome X (femelle) ou Y (mâle). Le système reproducteur se développe à partir de deux structures différentes — initialement présentes chez tous les embryons —, les canaux de Müller pour les voies féminines, les canaux de Wolff pour les masculines,,. Les gonades primordiales se différencient en ovaires sauf s'il y a activation du gène SRY sur le chromosome Y. Chez l'humain, la différenciation des organes génitaux externes commence vers la dixième semaine,.
Pour l'espèce humaine, le gland et le corps du clitoris se forment à partir des mêmes tissus qui deviennent le gland et la tige du pénis. Cette origine embryonnaire partagée rend ces deux organes homologues, c'est-à-dire qu'ils sont des versions différentes de la même structure. Les replis uro-génitaux restent ouverts et deviennent les petites lèvres pour l'embryon féminin, se rejoignent autour d'une gouttière et forment la partie terminale de l'urètre, qui traverse le pénis, chez l'individu masculin. Les bourrelets génitaux fusionnent à leurs deux extrémités pour devenir les grandes lèvres féminines, fusionnent en totalité pour former le scrotum masculin où migreront ultérieurement les testicules. Pour la femme, l'orifice du sinus uro-génital devient le vestibule vulvaire, dans lequel viennent s'ouvrir le vagin et l'urètre,.
Le clitoris présente un capuchon qui est l'équivalent du prépuce du pénis, qui recouvre le gland. Il possède également une tige qui est attachée au gland. Les corps caverneux masculins sont homologues aux corps caverneux clitoridiens, le corps spongieux est homologue aux bulbes vestibulaires situés sous les petites lèvres, le scrotum est homologue aux grandes lèvres et le raphé périnéal est homologue aux petites lèvres,.

## Anatomie
Le clitoris est un organe exclusivement présent chez les femelles et les individus de sexe féminin. Il est observable chez les animaux amniotes, en particulier chez tous les mammifères dont l'Homo sapiens avec la femme. Il constitue une caractéristique de dimorphisme sexuel,, et sa seule fonction physiologique connue est érogène et orgasmogène, c'est-à-dire capable de générer des messages nerveux susceptibles d'augmenter l'excitation sexuelle, de procurer du plaisir ou de déclencher l'orgasme, lorsqu'il est stimulé,. Il a une fonction reproductive indirecte dans la mesure où il peut inciter à des rapports sexuels qui peuvent être reproductifs. L'anatomie du clitoris a fait l'objet de peu d'études chez les non-humains, contrairement à celle du pénis, alors que des milliers d'espèces animales en sont pourvues.

### Anatomie chez la femme

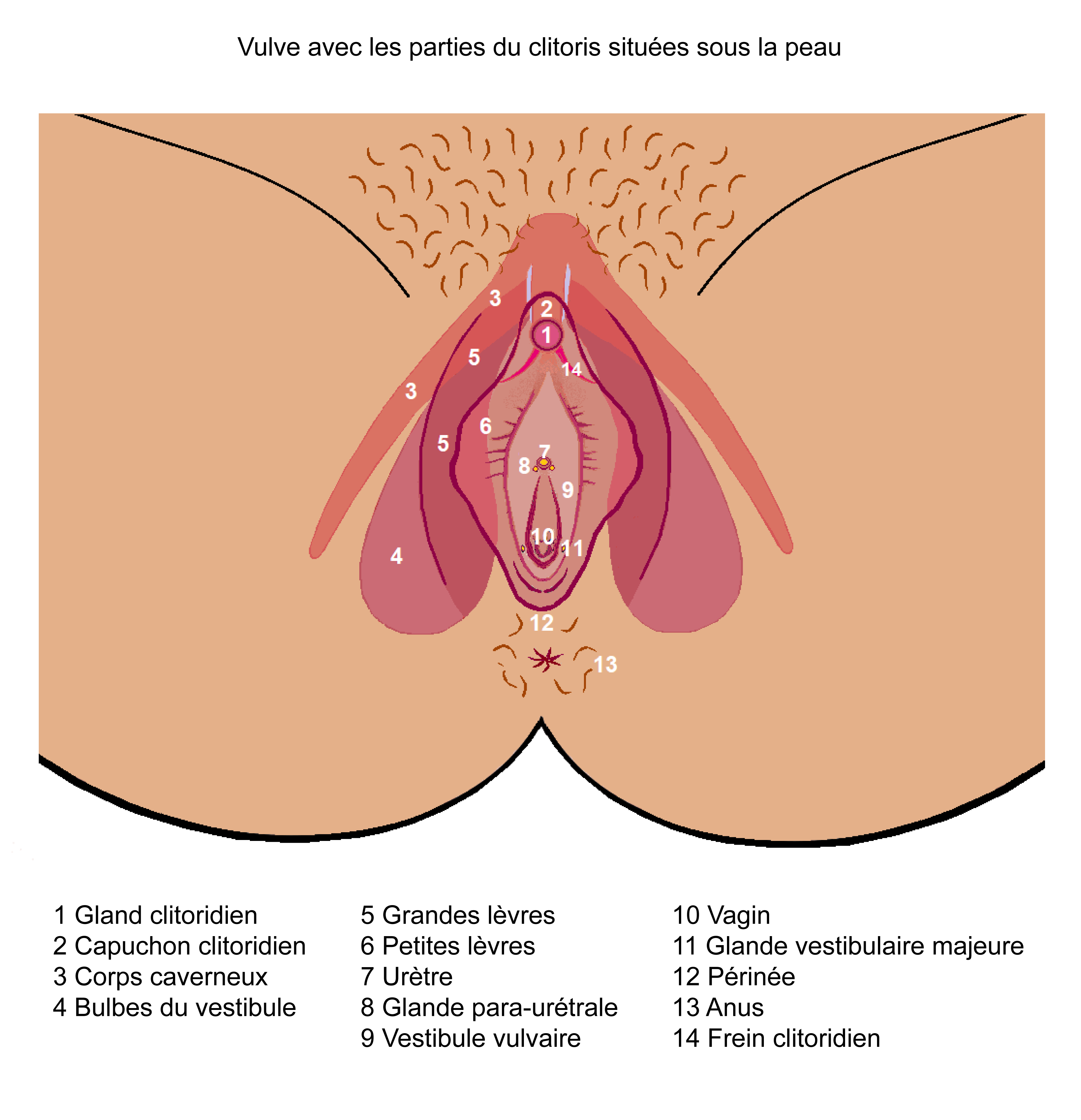
Vulve avec la partie visible du clitoris et les parties situées sous la peau.

Le clitoris fait partie de l'appareil génital féminin externe mais la plupart de ses composants ne sont pas apparents.
Le clitoris comprend deux réseaux neurovasculaires appartenant à des structures distinctes. L'une est formée de deux corps caverneux fusiformes, entourés d'une tunique albuginée. L'autre est constituée de deux corps spongieux tumescents entourés d'une fine tunique. Ces deux réseaux sont connectés fonctionnellement par un plexus veineux, le plexus de Kobelt.

#### Réseau des corps caverneux

##### Corps caverneux

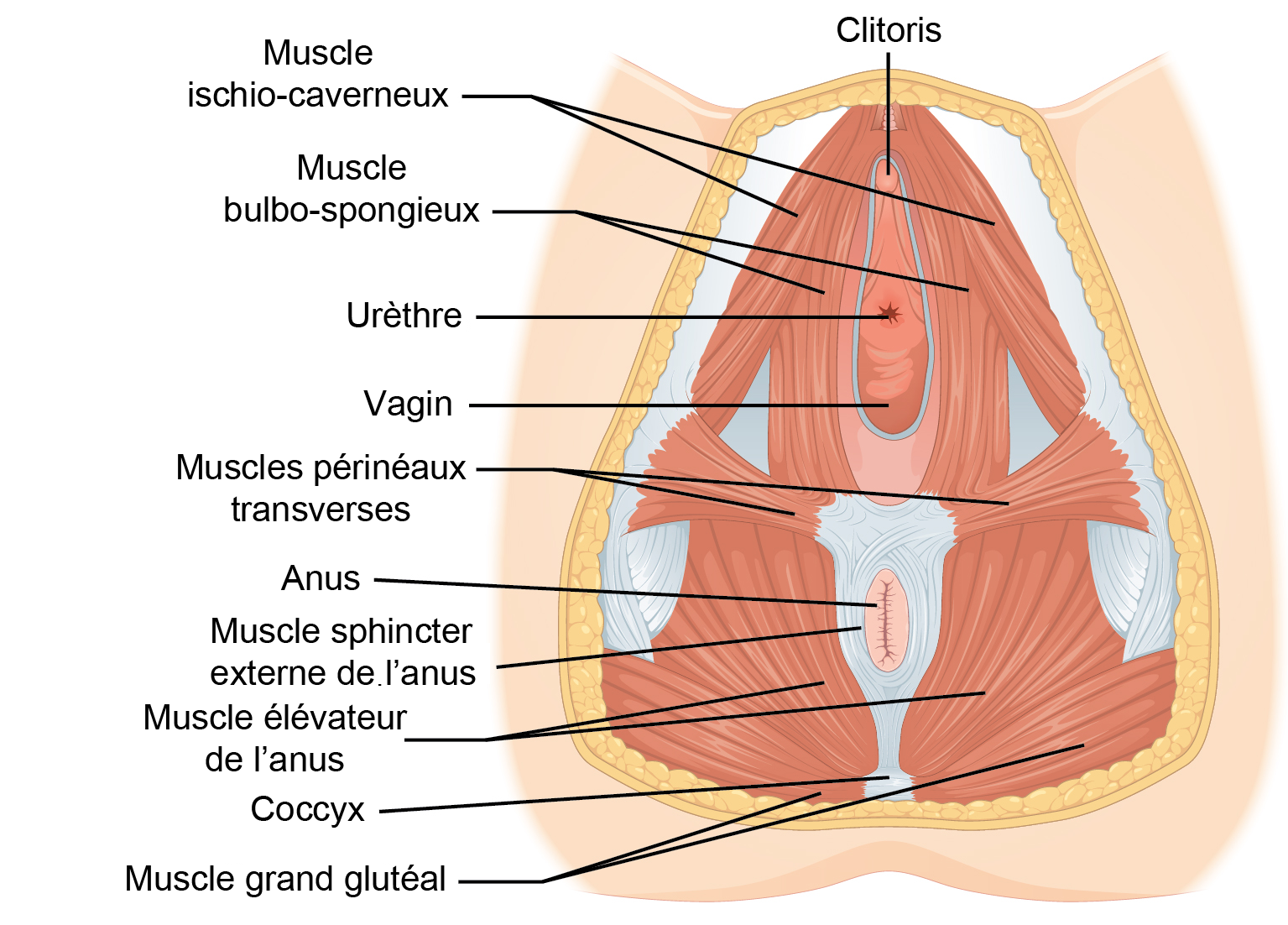
Les muscles du périnée féminin.

Les corps caverneux du clitoris ou piliers, au nombre de deux, sont insérés chacun séparément sur les faces inférieures et antérieures des branches ischio-pubiennes du bassin osseux. Ils sont entourés d'une albuginée puis par les muscles ischio-caverneux. Cette paire de régions de tissu érectile en forme d'éponge s'engorge de sang pendant l'érection clitoridienne, tout comme les corps caverneux du pénis.
Les corps caverneux se rejoignent en avant de la symphyse pubienne, formant ainsi un V, et sont en communication vasculaire. Ils sont adjacents aux bulbes vestibulaires. À leur point de réunion, les corps caverneux forment le corps du clitoris dont il est distingué différentes parties. Le corps ascendant du clitoris long d'environ 1 cm est poursuivi par un angle vers le bas et l'avant, dénommé genou ou coude du clitoris. Il se prolonge ensuite par le corps descendant, long d'environ 3 cm, aussi appelé hampe ou tige du clitoris. Le genou du clitoris est relié à la symphyse pubienne par un ligament suspenseur, dont l'aponévrose s'étend de la paroi abdominale jusqu'aux grandes lèvres, à l'urètre et à la paroi vaginale. Le corps du clitoris est, comme les piliers, recouvert d'une albuginée, puis par une gaine, le fascia du clitoris.

##### Gland

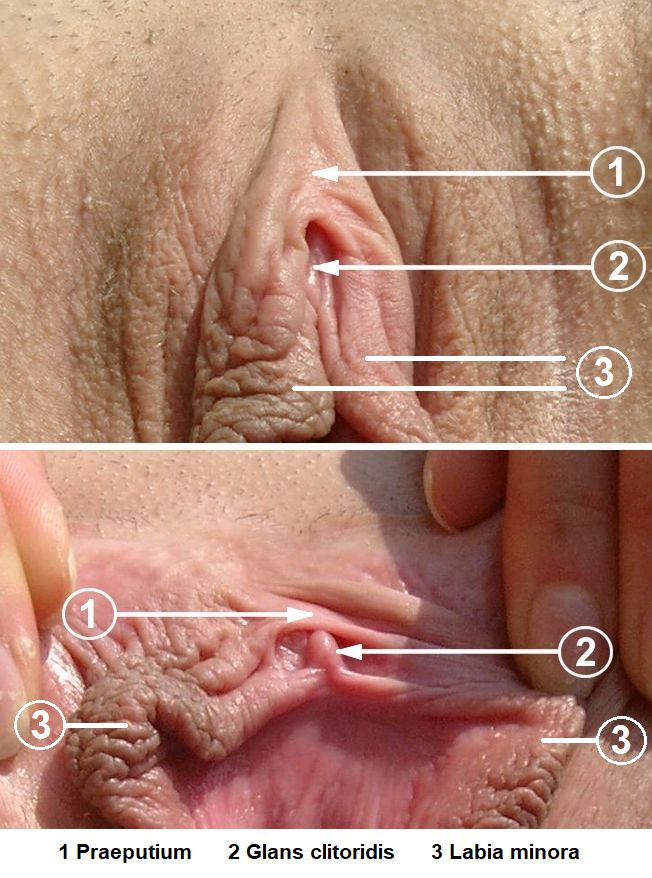
Extrémité visible du clitoris humain.
1 : capuchon - 2 : gland - 3 : petites lèvres.

Le gland clitoridien, fortement innervé, est positionné à l'extrémité supérieure du corps clitoridien. Issu des petites lèvres vaginales, le gland clitoridien est la seule partie émergée du clitoris. Il prend la forme d'une calotte. Il est de forme très variable et de couleur rosée chez la jeune femme, quelle que soit la couleur de la peau, plus rouge chez la femme non ménopausée, et généralement plus terne voire bleu-gris chez la femme ménopausée. Ces différences de couleur sont la conséquence de variations dans la vascularisation.
Il mesure généralement entre 4 et 6 mm de long pour en moyenne 5 mm de diamètre. Les dimensions du gland n'ont aucun rapport avec la taille ou le poids, l'usage d'un contraceptif ou la ménopause, mais varient selon l'appartenance ethnique, et augmentent avec la grossesse.
Le gland clitoridien est homologue du gland masculin. Le corps clitoridien s'engorge de sang lors de l'excitation sexuelle, érigeant le gland clitoridien, bien que celui-ci ne soit pas composé de tissu érectile,.

##### Capuchon clitoridien

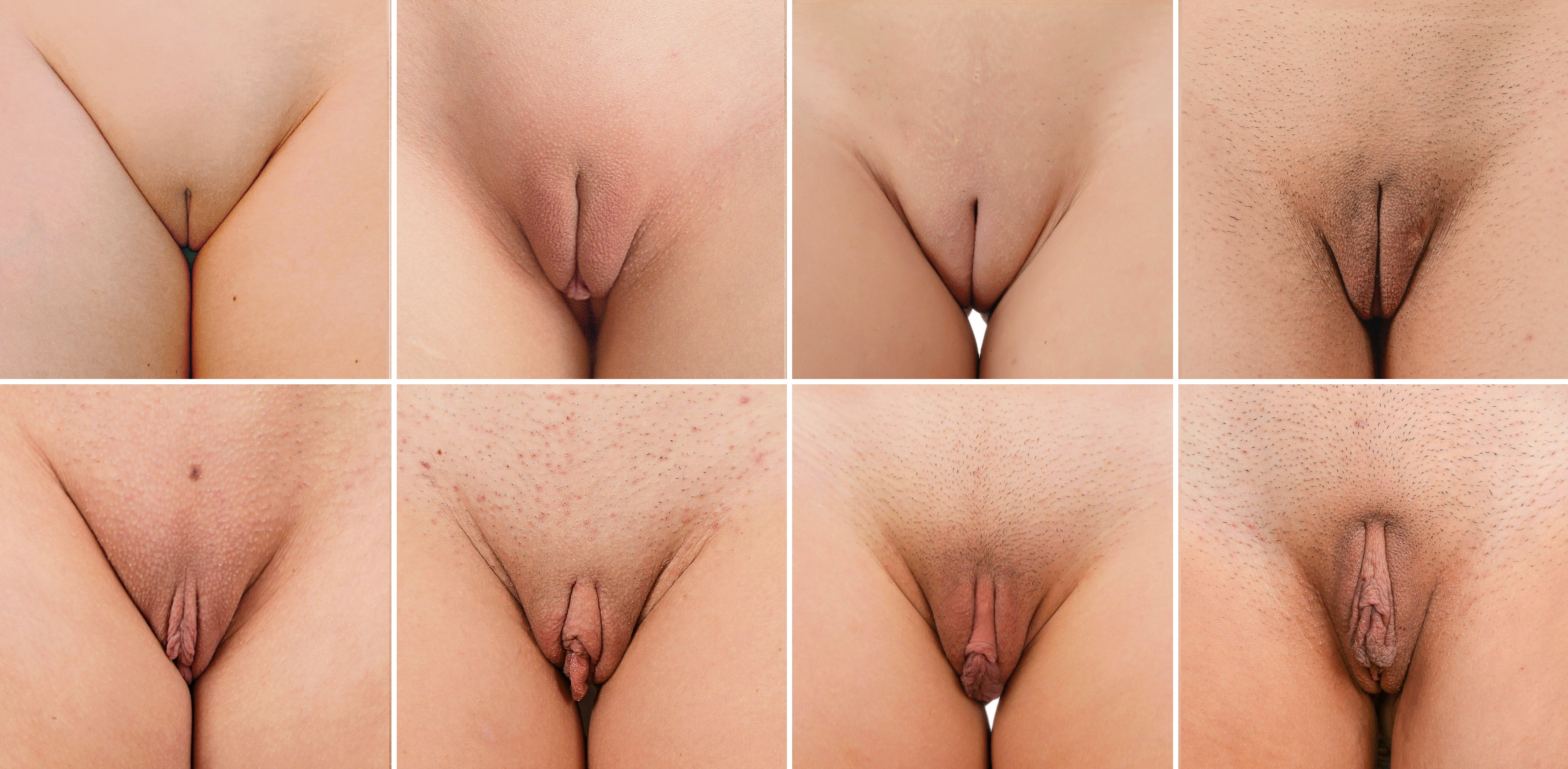
Le capuchon clitoridien présente une variation anatomique normale en termes de taille et d'apparence chez les filles et femmes adultes. En position debout et les jambes fermées, il peut être entièrement recouvert par les grandes lèvres chez certaines, prononcé et visible chez d'autres.

Le gland est recouvert à sa base par le tissu des petites lèvres. Il l'est également aux deux tiers par le capuchon clitoridien, à peau lisse et sans poil, qui forme à sa partie inférieure un prépuce. Ce repli d'une longueur moyenne de 3 cm glisse facilement sur le gland. Il en voile habituellement les faces latérales et supérieures à l'état de repos, les protégeant des contacts. Faisant saillie à l'avant de la commissure des lèvres, il est partiellement formé par la fusion de la partie supérieure des plis externes des petites lèvres de la vulve qu'il sépare. Il existe une grande variabilité dans le recouvrement du gland par le capuchon, allant de complètement couvert à entièrement exposé.

##### Frein
Le frein clitoridien, aussi appelé frein vulvaire ou bien frein des lèvres de la vulve, est un frein, c'est-à-dire une bande de tissus. Située juste au-dessus du vestibule vulvaire, elle est formée par l'insertion des petites lèvres dans la partie postérieure du gland. Sa forme est variable. Le frein clitoridien est homologue du frein pénien chez les hommes. La fonction principale du frein est de maintenir le clitoris dans sa position.

#### Réseau des bulbes vestibulaires
Les bulbes vestibulaires sont des structures tumescentes faites de corps spongieux. De forme ovoïde, ils mesurent de 3 à 5 cm de long. Leur taille peut dépendre de l'âge et de l'œstrogénisation.
Les bulbes vestibulaires sont situés de part et d'autre de l'orifice vaginal. Ils se rejoignent entre le méat urétral et le corps du clitoris, formant la commissure bulbaire. Leurs parties antérieures sont connectées au genou et au corps du clitoris par le plexus de Kobelt qui comporte un riche réseau veineux passant autour de l'urètre,. Leur partie postérieure est au contact des glandes vestibulaires majeures (ou glandes de Bartholin). Les bulbes sont entourés en haut par le diaphragme urogénital, et en bas et latéralement par le muscle bulbo-spongieux. Un résidu de tissu embryonnaire pourrait également relier le corps du clitoris à la commissure bulbaire, mais la question est controversée.
Les bulbes du vestibule sont l'équivalent du corps spongieux masculin mais contrairement à celui-ci, ils n'encerclent pas complètement l'urètre.

#### Innervation et vascularisation
Le clitoris présente d'innombrables terminaisons nerveuses, issues d'embranchements du nerf dorsal du clitoris ce qui lui procure une extrême sensibilité. Leur intégrité est essentielle au fonctionnement du système clitoridien,.
Le nerf dorsal du clitoris est une branche terminale du nerf pudendal. Il croise la face médiale du ligament suspenseur du clitoris, puis se distribue dans les corps caverneux et spongieux du clitoris, où il assure la liaison entre les systèmes nerveux sympathique et parasympathique et les corps érectiles du clitoris. Le nerf dorsal se retrouve ensuite dans la peau et la muqueuse du gland et du capuchon du clitoris, ainsi que dans la partie supérieure des petites lèvres de la vulve.
Le nerf dorsal du clitoris, le principal nerf de l'organe, contiendrait plus de 10 000 fibres nerveuses. Leur nombre n'a pas encore été formellement dénombré pour le pénis. La densité moyenne de l'innervation sensitive est plus variable mais nettement supérieure dans le clitoris que dans le pénis, mais il n'est pas possible d'en conclure des différences dans l'intensité de la volupté ou des orgasmes, les fibres nerveuses se terminant par des récepteurs sensoriels de différentes sortes qui n'ont pas encore été comptés.
La vascularisation est assurée par deux principales artères et leurs ramifications, trouvant leur origine dans l'artère pudendale, qui se divise en artère dorsale du clitoris et artère périnéale, cette dernière se subdivisant à son tour pour donner naissance à des artères bulbaires. S'y ajoutent d'autres artères — artère caverneuse se diversifiant en artères hélicines, artères du gland et du prépuce — provenant d'anastomoses entre celles-ci et d'autres artères proximales. Les réseaux veineux, interconnectés entre eux par le plexus de Kobelt, communiquent aussi avec les veines vulvaires présentes dans les grandes et petites lèvres et celles de l'urètre.

#### Taille

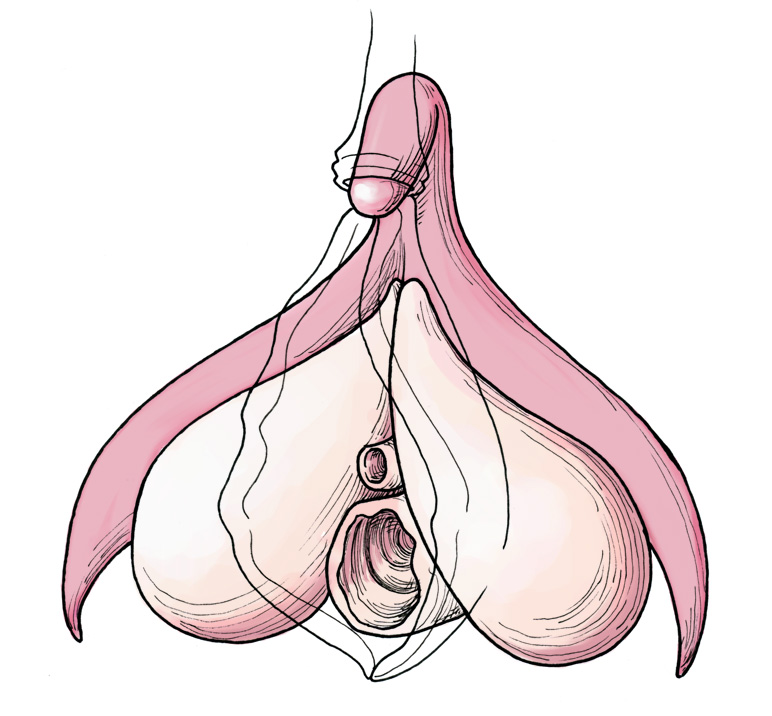
Clitoris dans son entièreté.

Selon une revue de la littérature, le clitoris mesure en moyenne 10 à 12 cm dont 5 à 7 cm pour son corps (gland compris), 6 cm pour les corps caverneux, 4,5 cm pour les bulbes et 0,5 cm pour le gland. Par comparaison, le pénis avec ses parties internes et externes mesure en moyenne 16 cm à l'état flaccide. La variabilité est très grande, avec par exemple, hors pathologies, une fourchette variant entre 0,2 et 3,2 cm pour la largeur du gland, ou encore une moyenne de 2,5 cm pour la hampe, avec des extrêmes allant de 0,5 à 5,9 cm.
Chez une proportion notable de femmes, le clitoris est plus grand que la moyenne, par exemple en cas de variation du développement sexuel comme dans l'hyperplasie congénitale des surrénales, ou encore dans certains cas de syndrome des ovaires polykystiques. Le fait d'avoir un clitoris plus grand que la moyenne (ayant parfois l'aspect d'un petit pénis) est généralement une variation naturelle du développement sexuel et n'occasionne pas de problème de santé. L'exposition in utero à des polluants dits perturbateurs endocriniens masculinisants pourrait expliquer certains cas de pseudohermaphrodisme et de clitoris anormalement grands, y compris chez l'animal. Par exemple, certaines femelles d'Ours blancs, dans l'Arctique où la chaine alimentaire peut concentrer de tels polluants, présentent des méga-clitoris.

### Anatomie en dehors de l'espèce humaine
Au moins 10 000 espèces animales possèdent un clitoris dont la totalité des Mammifères. Il a également été mis en évidence chez des Sauropsides : des Oiseaux comme les Ratites, des espèces d'Oiseaux dont le mâle possède un pénis, les Tortues, les Crocodiles et d'autres Reptiles,. Malgré tout, il y a peu d'études détaillées sur l'anatomie du clitoris chez les non-humains, par rapport à celle du pénis,. Chez les Mammifères, le clitoris présente, contrairement au pénis, un large éventail de variations structurelles et positionnelles.

#### Mammifères
Les Mammifères actuels sont divisés en deux sous-classes, les Protothériens et les Thériens. Les recherches sur le clitoris n'ont pratiquement concerné que les animaux de la sous-classe Theria.

##### Positionnement
La plupart des Animaux ne possèdent qu'un seul clitoris mais chez les Marsupiaux, les femelles ont deux utérus et deux vagins et peuvent avoir deux clitoris. Dans la sous-classe de mammifère des Thériens, à l'origine, le corps du clitoris était situé à l'extrémité caudale d'un canal génital tubulaire. Cet état s'est maintenu chez plusieurs espèces d'Euthériens, notamment chez les Xénarthres. Le corps du clitoris semble avoir été repositionné vers un emplacement plus profond dans le canal génital chez les Laurasiathériens.
Dans le vivant actuel, le clitoris peut être traversé par le canal génital ou en être séparé tout en lui restant associé. Dans le premier cas, le corps du clitoris est situé à l'intérieur du canal génital (comme chez l'Éléphant et le lamantin d'Amazonie). Dans le deuxième cas, il est localisé sur son bord (comme chez les Primates) ou à l'extérieur de celui-ci (comme chez les Rongeurs et les Talpidés). Lorsque l'urètre ne rejoint pas le vagin, comme chez de nombreux Rongeurs, il peut traverser le clitoris dont le corps et le gland sont exposés. Il en est de même parmi quelques espèces de Mammifères où le canal génital traverse le clitoris.

##### Dimension et forme externe
Le corps du clitoris est long et fort chez les Lagomorphes (lapin, lièvre) et à peine moins développé chez les Carnivores. Le clitoris est épais mais bien plus court en proportion chez les Équidés (chevaux, ânes, zèbres), grêle mais relativement long chez les Ruminants (Bovins, Ovins, Caprins…) et les Porcins (porc, sanglier…). Des mesures des organes génitaux des moutons ont montré que la taille du corps du clitoris n'a pas d'impact sur les échecs de reproduction, contrairement à la longueur du vagin.
Lorsqu'il est traversé par l'urètre (comme chez les Lémuriens, tarsiers, Cétacés) ou le vagin (comme chez la hyène tachetée), le clitoris est hypertrophié. Les espèces concernées ne sont pas étroitement apparentées et ce type de structure clitoridienne résulte de plusieurs évolutions indépendantes. L'allongement du clitoris jusqu'à la longueur du pénis mâle s'observe également dans divers autres clades sans que l'urètre ou le canal génital soit incorporé, par exemple chez les Atèles. Au sein de quelques espèces, la similitude avec le pénis est particulièrement visible. Il en est ainsi pour les taupes ou la hyène tachetée. Pour cette dernière, le clitoris, d'une longueur moyenne extérieure de plus de 17 cm, est complété par des grandes lèvres gonflées par deux boules graisseuses. Le tout est alors assez ressemblant avec le sexe du mâle ce qui rend ainsi la distinction entre les sexes de cette espèce très difficile.
L'étendue de la bifurcation du corps du pénis est ordinairement analogue à l'étendue de la bifurcation du corps du clitoris. La partie externe du clitoris peut être recouverte de petites épines. Elles sont situées à la base chez le fossa, au sommet du clitoris chez la hyène tachetée. Le gland du clitoris est recouvert d'un capuchon chez beaucoup d'espèces. Chez la taupe, le capuchon est particulièrement large. D'après une étude phylogénétique, une structure bipartite du gland clitoridien semble être caractéristique des premiers groupes de Mammifères thériens (Marsupiaux, Afrotheria et Xenarthra), et est absente dans tous les autres clades Eutheriens. Elle est donc probablement ancestrale chez les Thériens et perdue chez les Boreoeutheriens.

##### Parties internes

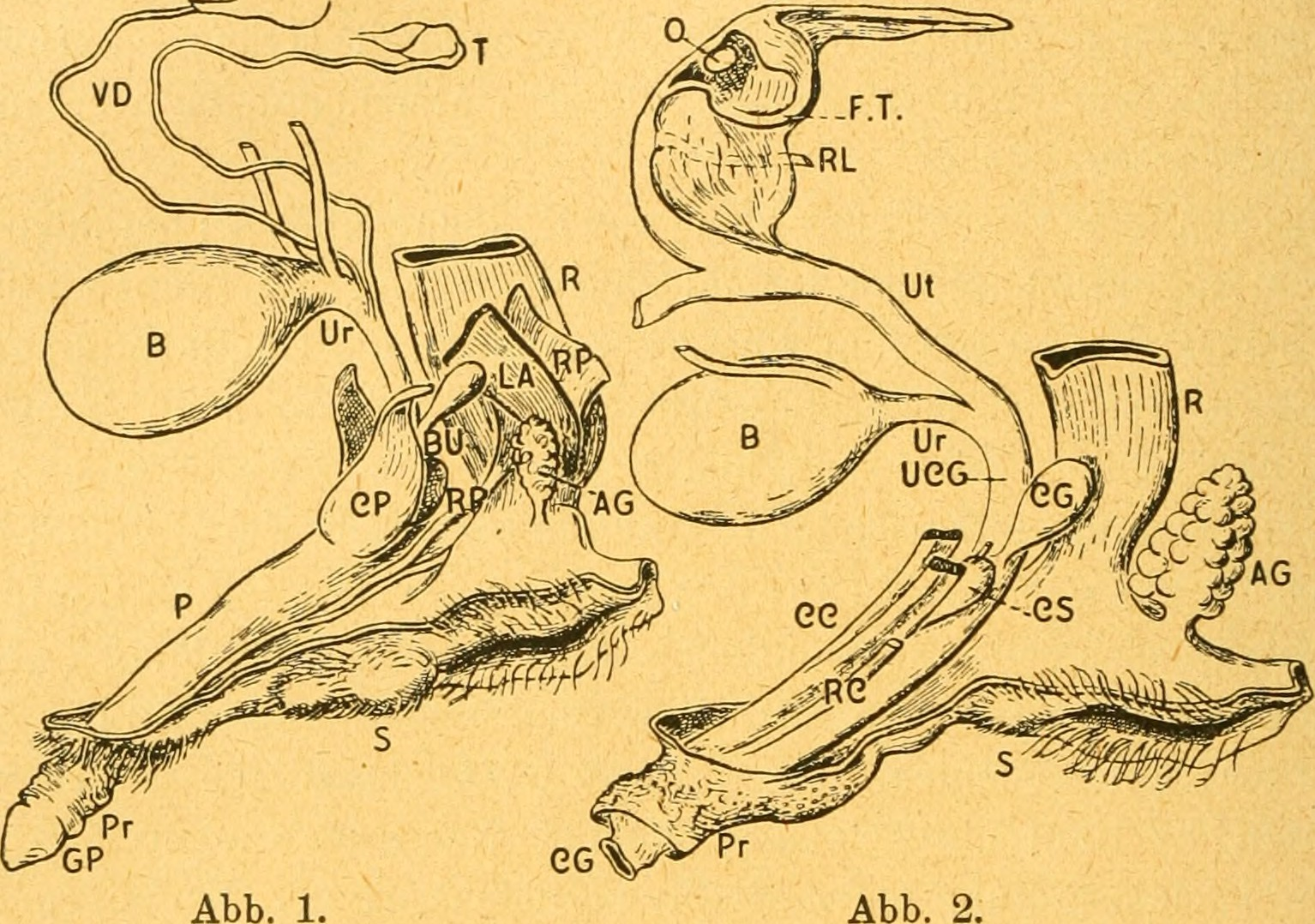
Systèmes reproducteurs mâles (à gauche) et femelles (à droite) de la hyène tachetée. AG, glande anale ; B, vessie ; BU, bulbe de l'urètre ; CC, corps clitoridien ; CG, glandes de Cowper ; CP, corps du pénis ; CS, corps spongieux ; FT, tube utérien ; GC, gland clitoridien ; GP, gland du pénis ; LA, muscle élévateur de l'anus ; O, ovaire ; P, pénis ; Pr, prépuce ; R, rectum ; RC, muscle rétracteur du clitoris ; RL, ligament utérien ; RP, muscle rétracteur du pénis ; S, scrotum ; T, testicule ; UCG, canal urogénital ; Ur, urètre ; Ut, utérus ; VD, conduit déférent.

Généralement, lorsque le pénis du mâle d'une espèce comporte un os pénien, le clitoris de la femelle possède un os clitoridien, par exemple parmi certaines espèces des ordres des Chiroptères, des Primates (comme les Atèles et les Cebus), des Rongeurs (comme la Loutre et le lapin), des carnivores (comme le fossa),,,, des Échidnés. Au sein d'une clade, lorsque l'évolution entraîne une perte de l'os pénien chez plusieurs espèces, en raison de la plus petite taille de l'os clitoridien, il y a une disparition de celui-ci chez un nombre encore plus grand d'espèces.
La présence et les caractéristiques des parties internes du clitoris sont moins bien documentées. Majoritairement, les corps caverneux réunis ne forment qu'un seul corps clitoridien. Dans tous les cas, les corps caverneux et le corps du clitoris sont situés ventralement le long de l'urètre. À l'intérieur de l'animal, les corps caverneux se poursuivent sous la forme d'une paire de racines séparées qui s'étendent le long des os du pubis en direction de l'ischion. Ces racines s'attachent au muscle ischio-caverneux lui-même fixé au bassin. La paire de corps spongieux forme des bulbes à la base du corps du clitoris et construit le gland à son extrémité. Le muscle bulbo-spongieux fait le tour de la base de la tige clitoridienne et est supposé maintenir la pression sanguine.
Les études anatomiques plus précises sont rares. Il a été démontré que chez la souris, la taupe et la hyène tachetée comme chez la femme, l'organisation tissulaire des corps caverneux du clitoris est essentiellement similaire à celle du pénis,,, que le clitoris du dauphin est très proche de celui de la femme, que chez le chat, le dauphin et la hyène tachetée, l'innervation du clitoris est aussi issue du nerf pudendal,,.

#### Sauropsides
La présence d'un clitoris est attestée chez certaines espèces de Ratites dont les Autruches. Le clitoris est absent chez les autres oiseaux adultes bien qu'il soit présent au cours de leur développement et n'a pas été observé pour certaines espèces de Tortues. Pour d'autres espèces de Tortues, il est très variable en taille et en forme, rendant la distinction entre mâle et femelle très difficile. Il se situe sur la paroi médio-ventrale de leur cloaque. Au sein des Crocodiles, le clitoris, positionné sur la face ventrale du cloaque, comporte un tissu érectile et une innervation bien développée.
L'hémiclitoris est un organe très mal connu souvent perçu comme vestigial, faute peut-être de suffisamment de recherches. Les hémiclitoris, lorsque présents, et les hémipénis des Squamates sont pairs et symétriques pour chaque individu. Ils sont chez les lézards composés d'un sommet, d'un sillon et d'une région basale. Ils présentent un tissu épithélial kératinisé plus fin qu'ailleurs sur le corps, une épaisse couche de tissu conjonctif lâche au-dessous et enfin une couche de tissu musculaire lisse et un muscle écarteur dans la région médiane centrale de chaque lobe. Au contraire de l'hémipénis, l'hémiclitoris ne dispose pas de cartilage et le tissu épithélial est plus fin. Il est aussi généralement plus petit. La présence d'hémiclitoris chez les serpents n'est pas claire. La position attendue serait en arrière du cloaque, au centre de la queue, au milieu des glandes odoriférantes positionnées latéralement.
Le niveau de sensibilité et l'étendue des voies neuronales des nerfs sont inconnus chez les Squamates.

## Physiologie

### Activité sexuelle chez la femme

#### Généralités
Les activités sexuelles stimulant le clitoris font partie des activités préférées des femmes. Lorsqu'il est stimulé, le clitoris peut provoquer l'excitation sexuelle de la femme. La stimulation sexuelle, y compris l'excitation, peut résulter d'une stimulation mentale, d'une stimulation manuelle — par un ou une partenaire sexuel, par la masturbation —, d'une position sexuelle, de l'utilisation de jouets sexuels. Elle peut conduire à l'orgasme. Pour les femmes comme pour les hommes, la zone cérébrale associée aux parties génitales est située près de celle de la hanche.

#### Stimulation
La stimulation clitoridienne directe implique une stimulation physique de l'anatomie externe du clitoris, c'est-à-dire le gland, le capuchon et le corps externe. La stimulation des petites lèvres, en raison de leur connexion externe avec le gland et le capuchon, peut avoir le même effet que la stimulation clitoridienne directe,. Bien que ces zones puissent également recevoir une stimulation physique indirecte pendant l'activité sexuelle, par exemple en cas de frottement avec les grandes lèvres (lèvres extérieures),, la stimulation clitoridienne indirecte est plus communément attribuée à la pénétration vaginale. Lors de cette dernière, beaucoup de femmes stimulent également leur clitoris. La pénétration anale peut également stimuler indirectement le clitoris par les nerfs sensitifs partagés, en particulier le nerf pudendal. Celui-ci donne naissance aux nerfs anaux inférieurs et se divise en deux branches terminales : le nerf périnéal et le nerf dorsal du clitoris,. Les relations anatomiques entre la paroi antérieure du vagin et le clitoris peuvent aussi aboutir à une stimulation de ce dernier.

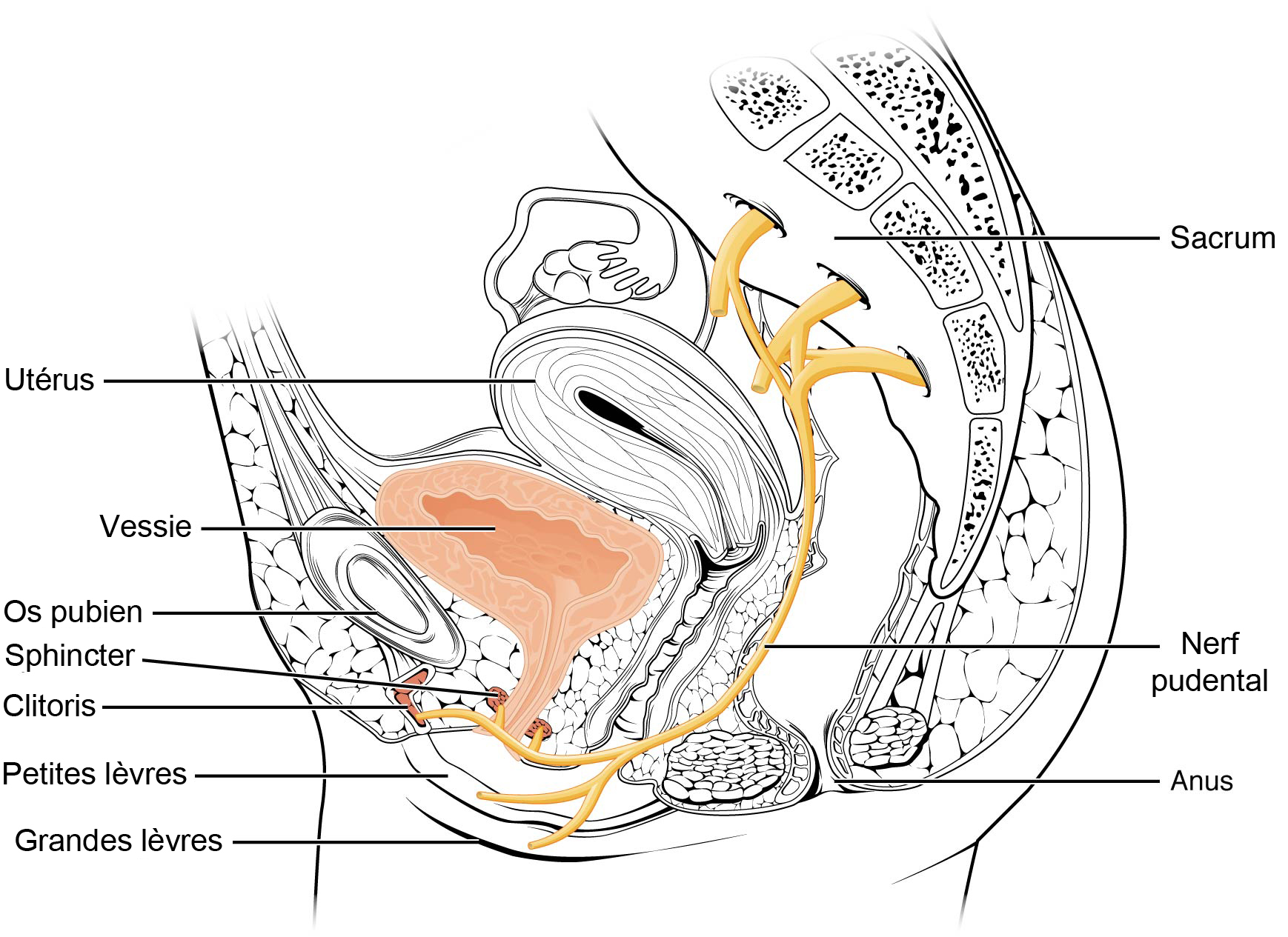
Le nerf pudental chez la femme.

En raison de la grande sensibilité du gland, la stimulation directe n'est pas toujours agréable ; au contraire, la stimulation directe du capuchon ou des zones proches du gland est souvent plus agréable, la majorité des femmes préférant l'utilisation du capuchon pour stimuler le gland ou faire rouler le gland entre les bords des lèvres pour un toucher indirect,,,. Il est également courant que les femmes apprécient que le corps du clitoris soit doucement caressé de concert avec l'encerclement occasionnel du gland clitoridien. Cela peut se faire avec ou sans pénétration manuelle du vagin tandis que d'autres femmes aiment que toute la zone de la vulve soit caressée. Contrairement à l'utilisation de doigts secs, la stimulation par des doigts bien lubrifiés, soit par une lubrification vaginale, soit par un lubrifiant personnel, est généralement plus agréable pour l'anatomie externe du clitoris,,.
La position externe du clitoris ne permet ordinairement pas une stimulation directe par la pénétration sexuelle, d'autant plus qu'il se rétracte rapidement sous le capuchon durant la réponse sexuelle, au cours de la phase de plateau. La stimulation peut être réalisée par la technique de l'alignement coïtal (en). Elle consiste en une synchronisation coordonnée des mouvements pelviens de haut en bas chez l'homme et la femme, le pénis étant inséré à l'entrée du vagin, et sa tige frottant contre le clitoris de la partenaire.
Les couples lesbiens peuvent pratiquer le tribadisme pour une stimulation clitoridienne ample ou une stimulation clitoridienne mutuelle pendant le contact avec l'ensemble du corps,,. Il est également possible de presser le pénis dans un mouvement glissant ou circulaire contre le clitoris (coït intercrural), ou de le stimuler par le mouvement contre une autre partie du corps. Certains types de jouet sexuel sont adaptés à la stimulation du clitoris. D'autres femmes le stimulent à l'aide d'un oreiller ou d'un autre objet inanimé, d'un jet d'eau provenant du robinet d'une baignoire ou d'une douche, ou en fermant les jambes,.

#### Conséquences de l'excitation

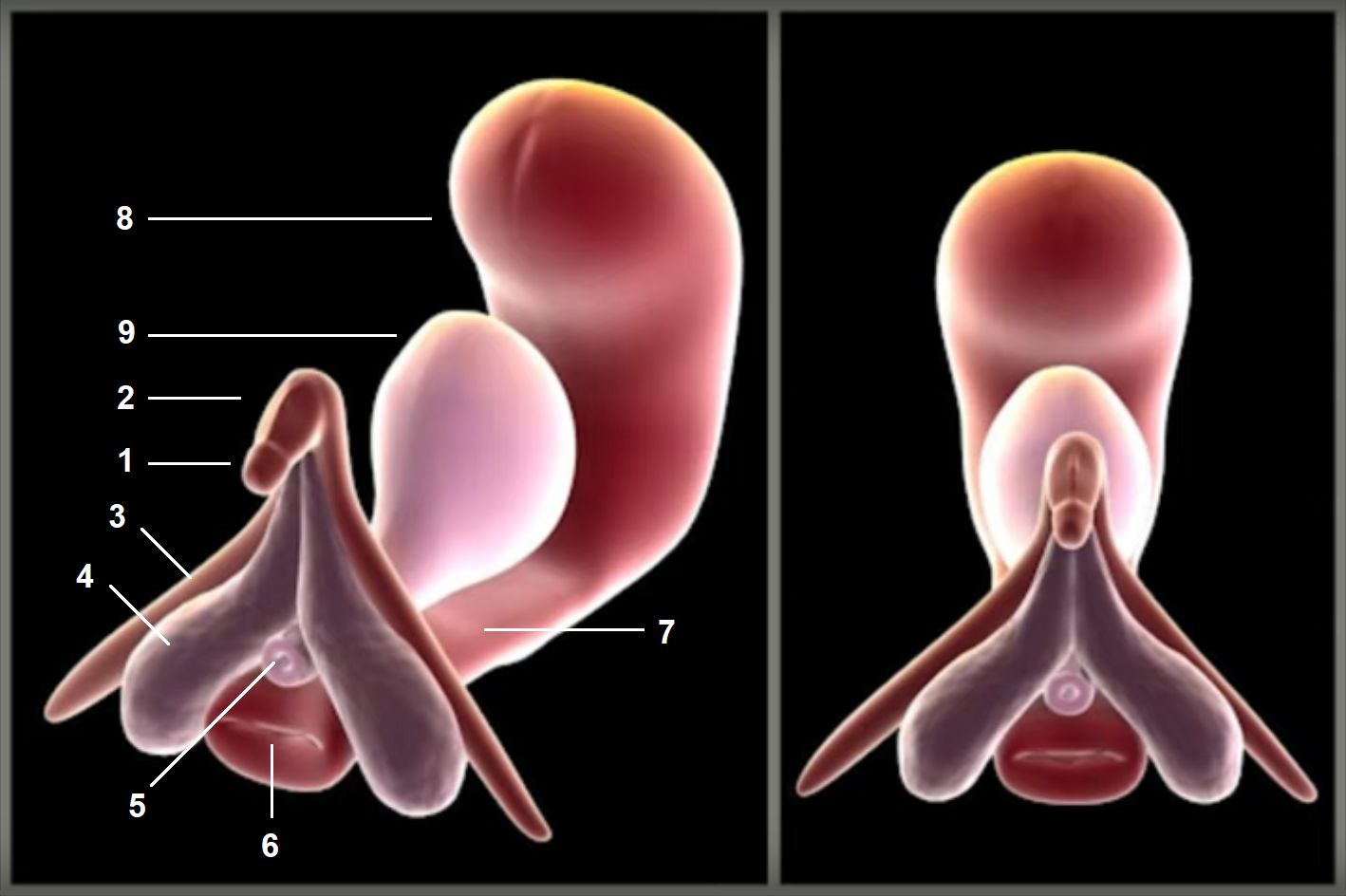
Image 3D d'un clitoris en érection avec les organes adjacents que sont l'utérus et la vessie, créée par Helen O'Connell à l'aide de l'IRM.

Lors de l'excitation sexuelle, le clitoris et l'ensemble des organes génitaux se gonflent et changent de couleur car les tissus érectiles se remplissent de sang (vasocongestion), et l'individu ressent des contractions vaginales,. Les muscles ischio-caverneux et bulbo-spongieux, qui s'insèrent dans les corps caverneux, se contractent et compriment la veine dorsale du clitoris (la seule veine qui draine le sang des espaces des corps caverneux), et le sang artériel continue à couler régulièrement et, n'ayant aucun moyen de s'écouler, remplit les espaces veineux jusqu'à ce qu'ils deviennent turgescents et engorgés de sang. C'est ce qui conduit à l'érection clitoridienne,,.
Les réactions physiologiques du clitoris dépendent du système nerveux autonome, qui est activé par les stimuli sexuels. Le système nerveux sympathique entraîne une constriction des vaisseaux sanguins du clitoris, tandis que le système nerveux parasympathique entraîne la dilatation de ces vaisseaux. L'engorgement sanguin durant l'excitation sexuelle provoque la dilatation des parties internes et externes du clitoris.
Le gland clitoridien double de diamètre lors de l'excitation et de la stimulation ultérieure et devient moins visible, car il est recouvert par le gonflement des tissus du capuchon clitoridien. Le gonflement protège le gland du contact direct qui, à ce stade, peut être plus irritant qu'agréable. À ce moment, le clitoris est plus sensible aux stimuli érotiques. La vasocongestion finit par déclencher un réflexe musculaire, qui expulse le sang qui était piégé dans les tissus environnants, et conduit à l'orgasme.
Peu de temps après l'arrêt de la stimulation, surtout si l'orgasme a été atteint, le gland redevient visible et reprend son état normal, avec quelques secondes (généralement 5 à 10) pour reprendre sa position normale et 5 à 10 minutes pour retrouver sa taille initiale. Si l'orgasme n'est pas atteint, le clitoris peut rester engorgé pendant quelques heures, ce que les femmes trouvent souvent inconfortable. En outre, le clitoris est très sensible après l'orgasme, ce qui rend toute stimulation supplémentaire initialement douloureuse pour certaines femmes,.

#### Orgasme clitoridien et orgasme vaginal
Pendant longtemps, notamment de la fin du XIXe siècle au début du XXe siècle, les travaux des sexologues et médecins ont différencié voire opposé l'orgasme clitoridien à l'orgasme vaginal avec une lente et progressive remise en cause depuis les travaux de Kinsey en 1954. Si de fait, 70 à 80 % des femmes ont besoin d'une stimulation clitoridienne directe (manuelle, orale ou autre friction concentrée contre les parties externes du clitoris) pour atteindre l'orgasme,,, c'est avant tout en raison de la grande sensibilité du clitoris et plus particulièrement de son gland. Six travaux scientifiques, cités par Elisabeth A. Lloyd et datés d'entre 1995 et 2008, semblent montrer l'existence d'une zone du vagin où la stimulation peut conduire à l'orgasme.
D'une zone spécifique de sensibilité dans le vagin baptisée point G en 1981, les modèles s'orientent désormais vers le concept d'une unité anatomophysiologique comprenant le clitoris qui entre en contact, par les corps caverneux, avec la paroi vaginale antérieure lors des mouvements de va-et-vient qui lui permettent de se gonfler. Cette unité comprendrait donc aussi la paroi vaginale susdite et les ligaments à l'intérieur de celle-ci. Cette dernière est richement innervée et vascularisée et sa muqueuse comprend du tissu érectile pseudo-caverneux. La participation simultanée de toutes ces structures serait à l'origine de l'orgasme féminin, quel que soit son point d'origine,.

### Activité sexuelle en dehors de l'espèce humaine
Chez certains Mammifères, le mâle peut porter sa langue sur la vulve de la femelle à des fins de stimulation sexuelle des deux partenaires.

« Le contact oral-génital est un préliminaire régulier à la copulation chez plusieurs mammifères, mais l'établissement de ce fait n'a pas de valeur explicative directe de la fellation et du cunnilingus chez l'humain »

— Claude Crépault et Joseph Josy Lévy
Chez des chauves-souris de l'espèce Pteropus giganteus, le mâle pratique le cunnilingus avant et après le coït. Les raisons de cette pratique sont encore mal cernées.
Les rapports sexuels sont également pratiqués hors des périodes de conception par différentes espèces. Chez les Bonobos et les Dauphins, par exemple, ils sont connus pour être agréables pour les femelles. Ils peuvent participer à l'établissement et au maintien des liens sociaux. Chez les grands dauphins, les femelles se frottent mutuellement le clitoris à l'aide de leur museau, de leurs nageoires pectorales ou de leur nageoire caudale.
Les comportements éventuels amenant à la stimulation des hémiclitoris des Squamates et l'influence de la stimulation sur le comportement de la femelle sont inconnus. Il a cependant été démontré chez l'Alligator d'Amérique que lors de la pénétration, le pénis repose directement sur le haut du clitoris, en ayant la possibilité de le stimuler.
L'érection du clitoris peut avoir un rôle social. Chez le saïmiri commun, le clitoris s'érige lors des démonstrations de domination, ce qui influence indirectement le succès reproductif. Parmi les hyènes tachetées, le reniflage ou le léchage de la région anogénitale est pratiqué en guise de salut et pour renforcer les liens sociaux.
Les femelles hyènes tachetées urinent, copulent et mettent bas par le clitoris (ou pseudo-pénis), puisque l'urètre et le vagin sortent par le gland clitoridien. En outre, le clitoris est situé plus haut sur le ventre que le vagin chez la plupart des mammifères. Toutes ces caractéristiques rendent l'accouplement laborieux pour le mâle et la coercition sexuelle vaine. Après la mise bas, le pseudo-pénis est étiré et ses parois relâchées et réduites, avec un orifice élargi aux lèvres fendues. La conformation tortueuse du clitoris entraîne une très forte mortalité des femelles lors de leur première mise bas (15 %) et des premiers-nés (60 %).

## Pathologies

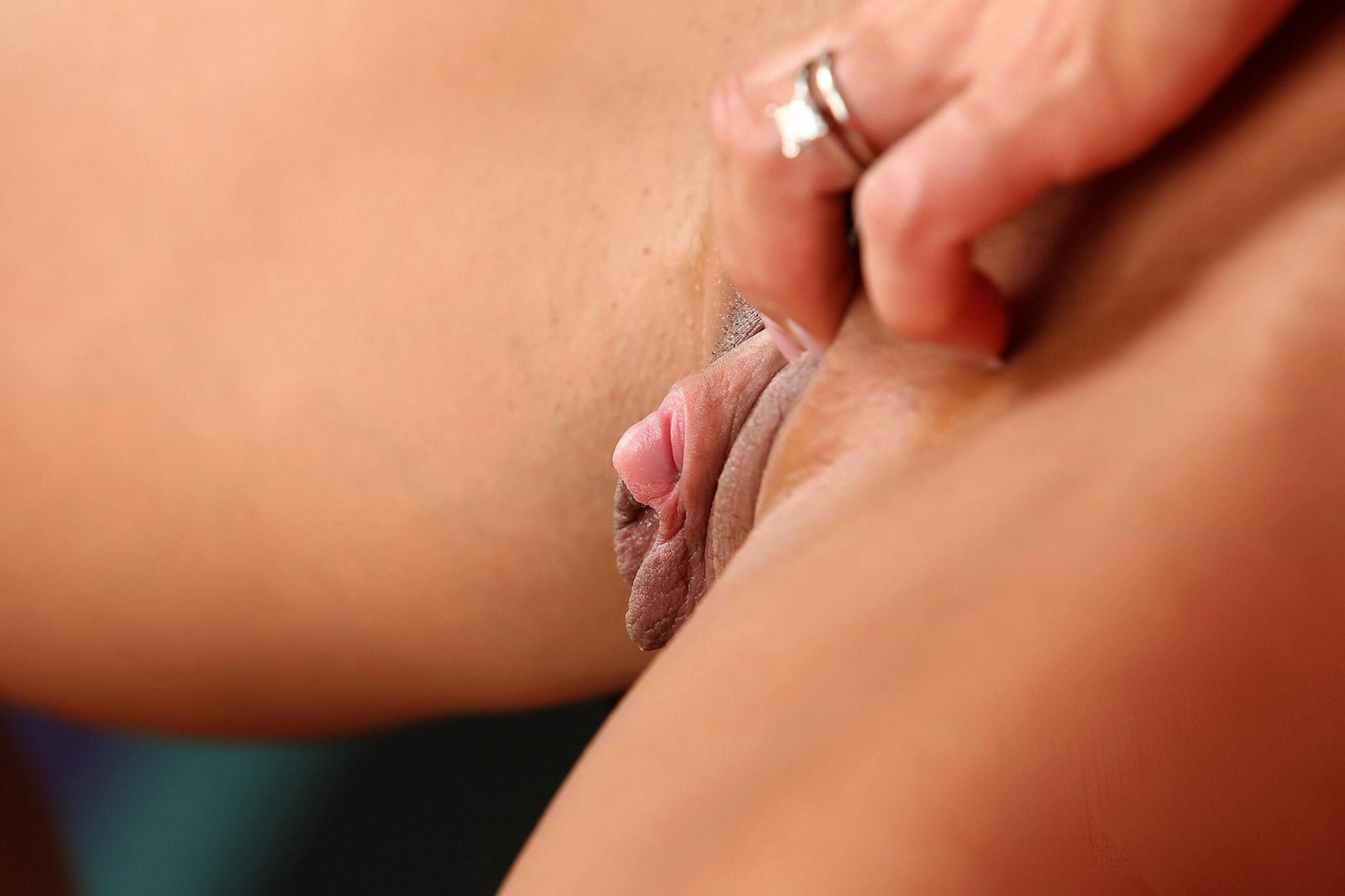
Hypertrophie du clitoris.

L'hypertrophie clitoridienne, congénitale ou acquise est une affection rare. L'une de ses causes possibles est une exposition excessive prolongée aux androgènes,.
Le syndrome d'excitation génitale persistante (SEGP), décrit en 2001 peut toucher des femmes de tous âges. En 2012, sa prévalence était estimée entre 0,6 et 3 %. Ce syndrome entraîne une excitation génitale spontanée, persistante, incontrôlable, indésirable ou intrusive, sans rapport avec aucun sentiment de désir sexuel. Elle peut s'étaler de plusieurs heures à plusieurs jours, voire plusieurs mois, être continue ou intermittente, s'accompagner d'orgasmes incontrôlables et/ou d'un nombre excessif d'orgasmes. Le clitoris est le principal point de localisation des symptômes,. Le SEGP peut occasionnellement être associé au clitorisme, l'équivalent féminin plus rare du priapisme masculin, qui consiste en une érection douloureuse permanente du clitoris. La masturbation ou la pénétration vaginale sont souvent utilisées pour atténuer les symptômes. Les situations de déclenchement et les traitements proposés sont extrêmement variables,.
Le phimosis du clitoris, soit la non-rétractation du capuchon derrière le gland, peut résulter d'un traumatisme, d'une atrophie vulvo-vaginale, de la présence de lichen scléreux. Il peut engendrer la formation de pseudokystes, en lien par exemple avec l'accumulation du smegma, ou une clitorodynie. Cette dernière, une forme de vulvodynie localisée, consiste en des douleurs chroniques concernant le clitoris. Elle peut être provoquée par des adhérences entre le capuchon et le gland avec la formation de perles de kératine, des maladies cutanées (ex : lichen scléreux ou lichen plan), des maladies sacrales (ex : hernie discale, kystes de Tarlov) ou des atteintes du nerf pudendal ou du nerf dorsal du clitoris.
Le clitoris, notamment après un traumatisme (mutilation génitale, piercing, intervention chirurgicale), peut être concerné par des tumeurs bénignes (hamartome, neurofibrome, hémangiome et léiomyome) et des kystes épidermoïdes. Les carcinomes épidermoïdes du clitoris sont le type de tumeur maligne le plus fréquent pour cet organe. Ils représentent 5 à 15 % des cancers vulvaires. Il se rencontre également des mélanomes, des carcinomes basocellulaires, et plus rarement les tumeurs mésenchymateuses. Probablement en raison de sa riche vascularisation et de son tissu lymphatique développé, il peut s'y former des métastases en provenance d'autres cancers. Certains cas de cancer peuvent nécessiter une clitoridectomie, c'est-à-dire une ablation partielle ou totale du clitoris.
Les pathologies du clitoris hors de l'espèce humaine sont peu connues.

## Modifications anatomiques humaines
Les modifications du clitoris peuvent être intentionnelles ou non. Elles peuvent avoir lieu à cause de mutilations génitales féminines, être pratiquées sur des enfants intersexes, mais également dans le cadre d'une transition de genre (transition hormonale ou chirurgie de réattribution sexuelle), ou bien être réalisées sous la forme de piercings génitaux. Elles peuvent résulter d'une anomalie congénitale de l'appareil génital, de la prise de stéroïdes anabolisants.

### Piercing

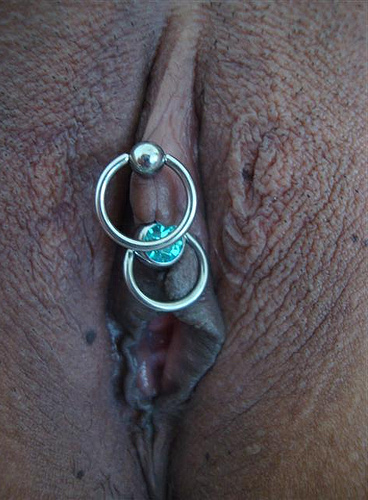
Piercing vertical du capuchon du clitoris.

Ce que l'on appelle souvent « perçage du clitoris » est le perçage du capuchon clitoridien. Celui-ci est plus courant que le perçage du corps du clitoris. Le perçage est réalisé pour des considérations esthétiques, sexuelles ou comme un moyen d'expression pour « récupérer son corps » après un évènement traumatique. Des complications sont enregistrées pour la moitié des personnes concernées. Le perçage peut engendrer des lésions aux tissus et des infections. Le piercing peut aussi être avalé par le partenaire et provoquer l'étouffement, occasionner des saignements après l'acte sexuel ou un percement du préservatif.
Les piercings du capuchon clitoridien prennent généralement la forme de piercings verticaux et, dans une moindre mesure, de piercings horizontaux. Le premier augmente sensiblement la stimulation sexuelle car il entre en contact avec le gland alors que le second est essentiellement esthétique,.
Le triangle est un piercing horizontal très profond juste en dessous du capuchon clitoridien, derrière le clitoris lui-même et son réseau de nerfs. Il nécessite une grande expertise et n'est pas adapté à la morphologie de toutes les femmes. Il est considéré comme étant celui qui provoque la plus intense stimulation du clitoris durant la pénétration,.
Le piercing du corps du clitoris, verticalement ou horizontalement, traverse une zone très sensible et n'est pas conseillé à toutes les femmes. Le clitoris doit être suffisamment grand et le percement doit être fait par un expert en raison des risques graves de dommages aux nerfs.

### Transition de genre
Les personnes trans assignées femmes à la naissance qui prennent des hormones ou d'autres médicaments dans le cadre d'une transition de genre connaissent généralement une croissance clitoridienne spectaculaire. Sous l'effet de la testostérone, la partie externe du clitoris grandit de quelques centimètres, jusqu'à devenir un dicklit ou phalloris.
Les désirs individuels et les difficultés de la phalloplastie (construction d'un pénis) conduisent souvent à conserver les organes génitaux d'origine avec le clitoris hypertrophié comme analogue du pénis (métaidoïoplastie),,. La métaidoïoplastie est une alternative à la phalloplastie car elle permet de conserver les sensations sexuelles du clitoris,,.
La chirurgie de réattribution sexuelle nécessite entre autres, pour les femmes trans qui la souhaitent, la construction d'un néo-clitoris lors d'une clitoroplastie. Cette intervention peut aussi être regroupée avec d'autres sous le terme de vaginoplastie,.

### Anomalie de forme
La chirurgie est employée pour corriger la taille du clitoris dans le cadre d'une clitoroplastie de réduction ou, moins invasive, de récession. Ainsi, les femmes atteintes d'hypertrophie clitoridienne congénitale peuvent y faire appel. Il en est de même des personnes intersexes atteintes d'hyperplasie congénitale des surrénales, qui souhaitent une anatomie féminine jugée normale.
L'utilisation de stéroïdes anabolisants par les culturistes et d'autres athlètes peut entraîner une hypertrophie significative du clitoris, parallèlement à d'autres effets masculinisants sur leur corps,.

### Mutilations

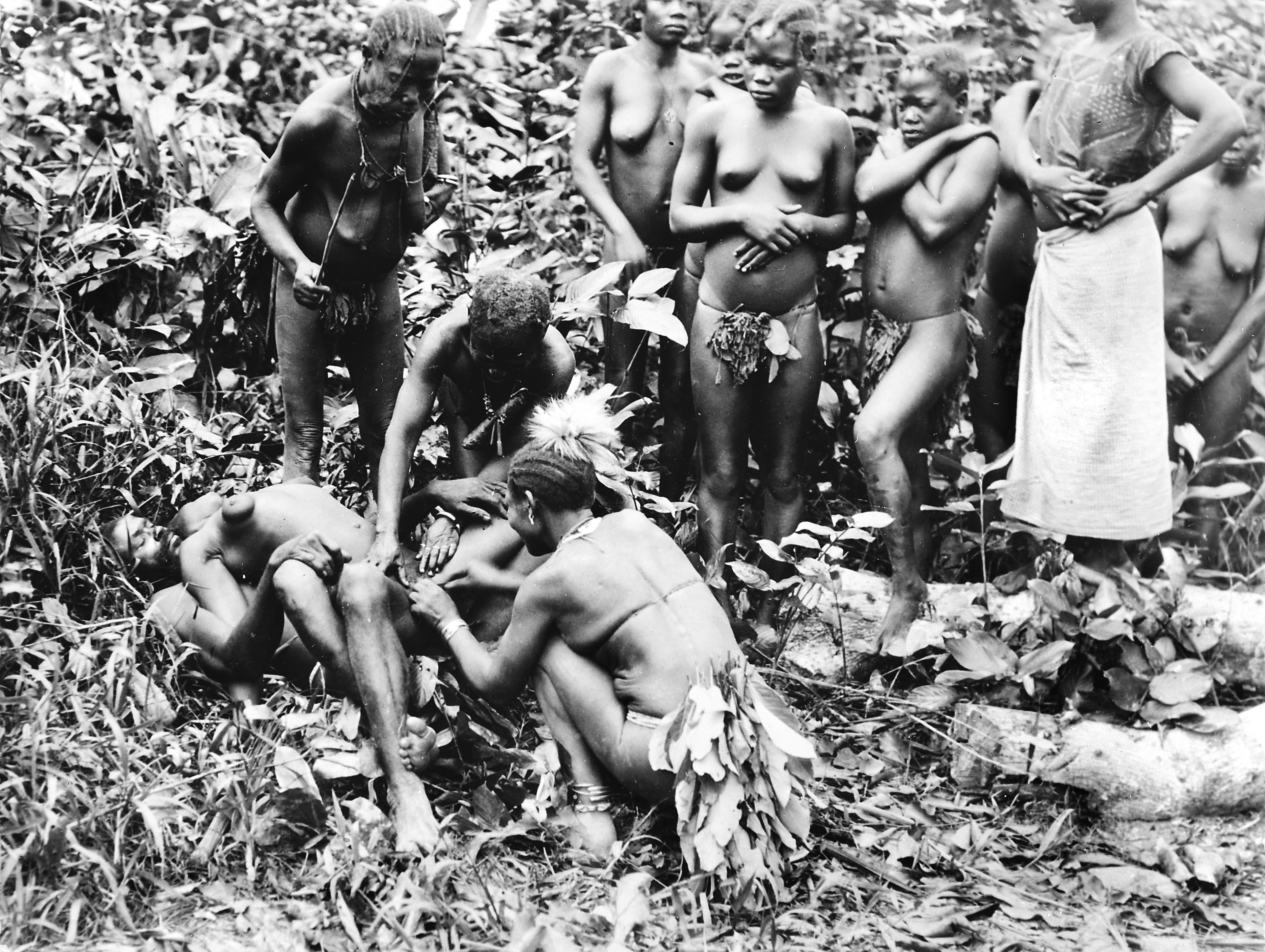
Excision d'une jeune femme dans l'Oubangui-Chari au début du XXe siècle.

La clitoridectomie et l'excision sont des mutilations génitales dont la première attestation avérée est issue d'un papyrus égyptien du IIe siècle av. J.-C. Ces mutilations sont dans le monde contemporain essentiellement pratiquées en Afrique sub-saharienne et dans quelques régions du Proche-Orient, notamment au Yémen, et de l'Asie du Sud-Est comme l'Indonésie et la Malaisie. Elles peuvent se perpétuer dans les pays d'immigration. Elles sont un moyen pour réduire le corps des femmes à leur capacité de reproduction et replacer les femmes dans une situation de subordination à l'ordre masculin en leur ôtant l'organe « viril » qu'est le gland du clitoris, équivalent de la verge. La clitoridectomie fut utilisée en Europe au XIXe siècle et aux États-Unis jusqu'à la fin des années 1960 comme remède à l'onanisme féminin et à l'hystérie. En 2016, l'Unicef estimait qu'au moins 200 millions de femmes et de filles étaient mutilées dans le monde.
Selon la classification de 2007 de l'Organisation mondiale de la Santé, la clitoridectomie consiste en l'ablation partielle ou totale du capuchon et/ou du gland du clitoris. L'excision est définie comme l'ablation des petites lèvres généralement accompagnée de l'ablation du gland du clitoris et éventuellement de l'ablation des grandes lèvres. La ponction, l'incision et le percement du clitoris ou des lèvres, la cautérisation du clitoris et des tissus qui l'entourent sont aussi attestés. Une réparation chirurgicale est possible.
Les complications immédiates après la pratique d'une mutilation génitale concernant ou non le clitoris sont des saignements excessifs et des rétentions d'urine, des inflammations et des problèmes de cicatrisation. Les femmes mutilées sont plus sujettes aux infections et problèmes urogénitaux. Elles ressentent beaucoup plus souvent des douleurs lors des rapports sexuels, ont une satisfaction sexuelle amoindrie, des risques obstétricaux plus importants après accouchement, présentent un taux plus élevé de troubles psychologiques.
Les chirurgies de réassignation sexuelle des nouveau-nés intersexués, qui se sont développées à partir des années 1950, et qui concernent potentiellement le clitoris, sont également qualifiées de mutilations sexuelles.

## Société et culture humaines

### Histoire morphologique et fonctionnelle du clitoris

#### Antiquité et Moyen Âge

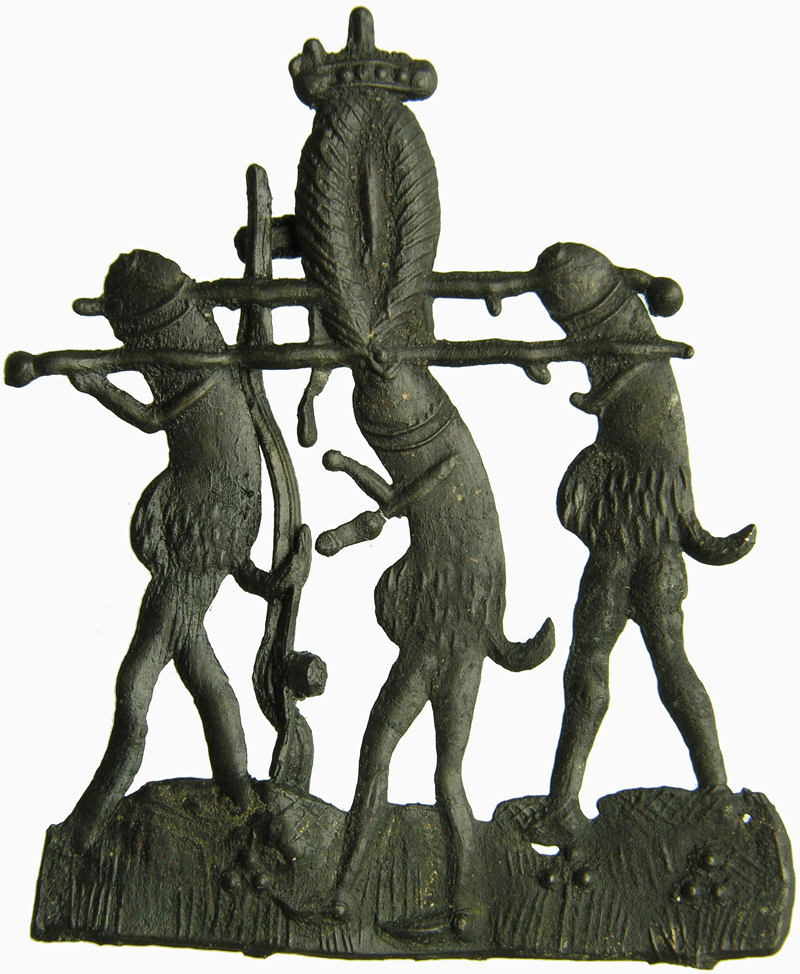
Broche en plomb figurant une vulve couronnée portée en procession par trois phallus à l'image des processions mariales (.

Les sources ne permettent pas de percevoir la place du clitoris dans le savoir populaire et la réalité vécue des femmes dans l'Antiquité et au Moyen Âge. Le clitoris est mentionné dans quelques rares inscriptions antiques ou textes littéraires antiques ou médiévaux. Dans un épisode du Roman de Renart, le rusé animal fait écorcher ses ennemis afin de parfaire le dessin de la béance vulvaire que le roi Connin s'applique à reproduire à longueur de temps. La crête du coq est employée pour figurer le clitoris. La connaissance historique sur cet organe est essentiellement extraite des écrits savants.
Durant l'Antiquité, le médecin Galien énonce le schéma d'une anatomie féminine interne comme étant l'exact inverse de l'anatomie masculine externe. Les ovaires sont les testicules, l'utérus est l'équivalent du scrotum, le col utérin est le pénis, et le vagin l'équivalent du prépuce. Cette idée, clairement énoncée dans le Canon d'Avicenne, s'impose dans l'Occident médiéval à partir du XIIe siècle. L'homme est la norme positive complète externe, et la femme sa valeur négative imparfaite interne,. Les sources antiques servent de fondement au savoir médiéval européen et arabe, malgré leur altération par les traductions successives, les compilations et les modifications volontaires pour des raisons étymologiques symboliques ou didactiques.
Les textes savants de l'Antiquité et du Moyen Âge ne mentionnent que rarement le clitoris de façon précise, témoignant de leur peu d'intérêt pour celui-ci et la vulve en général. Absent du corpus hippocratique, chez Galien, il est perçu comme étant un rempart à l'entrée du froid dans l'orifice vaginal, interprétation reprise au XIVe siècle par Mondino de' Liuzzi et Guy de Chauliac. Pour Henri de Mondeville, il sert à la miction. La plupart des descriptions s'arrêtent à « l'ouverture vers l'extérieur », car l'extérieur est pensé comme le propre du mâle. Pour les savants antiques, l'organe n'est pas une unité pertinente car c'est la circulation et la composition des fluides et la présence du souffle (pneuma) qui sont responsables des fonctions organiques et de leurs altérations. Ainsi, pour Galien, la transformation du sang en sperme et son mélange avec le souffle, ce qui le rend écumeux, créent les sensations du plaisir sexuel. Il souligne d'ailleurs l'abondance des nerfs et vaisseaux dans les parties génitales de l'homme comme de la femme. Les médecins de l'Antiquité et du Moyen Âge reconnaissent le plaisir sexuel féminin mais débattent pour savoir s'il est plus ou moins intense que celui de l'homme. Ils jugent que, pour les deux sexes, il a été créé pour inciter à la reproduction.
Depuis Galien jusqu'au XIXe siècle, de nombreux thérapeutes recommandent le massage génital pour soigner diverses maladies féminines dont l'hystérie mais le clitoris n'y est pas spécifiquement ciblé avant le XVIIe siècle.

#### Époque moderne etXIXesiècle
Au XVIe siècle, la dissection humaine, la relecture plus critique des écrits anciens, la diffusion du savoir par l'imprimerie et les traductions en langues vernaculaires font progresser la connaissance anatomique et entre autres du clitoris. Realdo Colombo, disciple et successeur d'André Vésale à la chaire de chirurgie de l'université de Padoue, établit dans un ouvrage de 1559 une homologie fonctionnelle avec la verge. Tout comme elle, le clitoris devient dur si on le touche et produit une semence — ce dernier point est faux — sous l'effet du plaisir. Gabriel Fallope — qui donnera son nom aux trompes de Fallope —, qui prend possession de la chaire par la suite, produit en 1561 la première description de la partie interne de l'organe,. André Vésale réfute les deux savants en 1564, car cette découverte est incompatible avec la conception traditionnelle des organes génitaux masculins et féminins. Il affirme qu'il s'agit d'une déformation hermaphrodite.
La connaissance sur le clitoris croît progressivement et à la fin du XVIIe siècle, son gland, son capuchon, son corps, ses corps caverneux et bulbes vestibulaires ainsi que ses afférences neurovasculaires et son ligament suspenseur sont connus et assez précisément décrits. Les bulbes et les muscles liés au clitoris le sont pour la première fois en 1668 par Régnier de Graaf mais il ne fait pas communiquer les bulbes avec le clitoris, contrairement à certains de ses suiveurs immédiats.

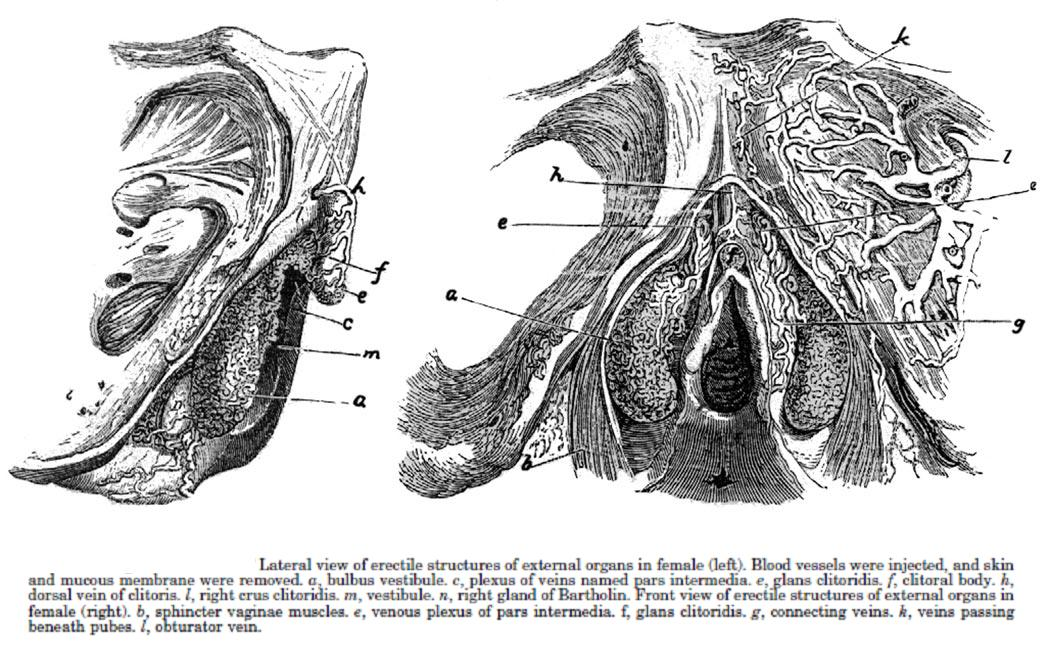
Clitoris disséqué par Kobelt en 1844.

En 1844, Georg Ludwig Kobelt synthétise, ordonne et complète la description des organes sexuels. Dans son ouvrage extrêmement complet, il identifie les bulbes comme des réservoirs de sang communiquant avec le clitoris, et montre la relation entre la contraction des muscles bulbo-spongieux et l'augmentation de la turgescence du corps du clitoris et de la sensibilité du gland. Il met également en évidence que les nerfs de la sensibilité sont bien plus nombreux dans le gland du clitoris que dans le vagin. Pour Jules Guyot, le clitoris est le seul siège du plaisir et de l'orgasme féminin. Jusqu'au milieu du XXe siècle, la majorité des médecins qui écrivent sur la sexualité considèrent le vagin comme une zone très sensible.
Tout au long de l'époque moderne et jusqu'encore le début du XXIe siècle, le clitoris est étroitement associé au pénis. Il est couramment perçu de façon erronée comme une forme inachevée du pénis, arrêtée dans son développement.

#### XXeetXXIesiècles

##### Sous le regard de la psychanalyse
Au début du XXe siècle, Freud fait tomber la sexualité dans l'ordre de la « vie normale ». Il considère contre son temps que la vie sexuelle des femmes est indispensable à leur épanouissement, que la frigidité de celles-ci est liée à la répression sexuelle. En revanche, il reste conservateur en considérant le masculin et la relation hétérosexuelle comme référents. Pour Freud, la femme, frustrée de l'absence de pénis, utilise lorsqu'elle est petite fille le clitoris, un pénis miniature et organe sexuel « amputé », comme une forme de compensation. La pénétration masculine, selon Freud, révèle à la femme sa véritable sexualité. En déplaçant son centre de gravité sexuel du clitoris au vagin, elle accède à la sexualité d'adulte et prouve sa maturité sexuelle, donc sa féminité. Cette école de pensée a abouti à l'idée qu'une femme frigide est une femme qui n'a pas d'orgasmes vaginaux,. Les croyances médicales et scientifiques occidentales sur la sexualité ont été longuement et profondément influencées par Sigmund Freud et la psychanalyse.
Dans un mémoire consacré à l'excision paru en 1948, Marie Bonaparte questionne le bien-fondé de la théorie freudienne. Elle y classe les femmes en deux types, « cloacal-vaginal » et « phallique-clitoridien ». Elle invente le concept de « l'excision psychique » comme une forme de répression occidentale de la sexualité féminine qu'elle met en parallèle avec l'excision pratiquée en Afrique.

##### Remise à l'honneur de sa fonction érogène
Plusieurs travaux vont par la suite battre en brèche les théories freudiennes. La publication par Alfred Kinsey en 1953 d'une étude sur la sexualité des femmes mettant en évidence le rôle de l'orgasme clitoridien est largement médiatisée aux États-Unis. Il montre également l'importance de la masturbation féminine, pratiquée par presque toutes, passée sous silence jusqu'alors,. En 1966, convaincus par l'observation de quelque 10 000 orgasmes observés auprès de presque 700 sujets féminins et masculins de tous âges, William Howell Masters et Virginia Eshelman Johnson défendent l'idée qu'il n'existe qu'un seul type d'orgasme qui part du clitoris et s'étend ensuite au vagin. Par la suite, Shere Hite, dans des rapports d'études parus en 1976 et 1987 et menés auprès de 1 800 à 3 000 femmes, affirme la suprématie de l'orgasme clitoridien,. Malgré tout, la clinique thérapeutique proposée alors, par exemple par Masters et Johnson, promeut avant tout la satisfaction de la sexualité conjugale dans le cadre hétérosexuel.
Les avancées scientifiques sont reprises par les féministes et lesbiennes des années 1970 qui promeuvent l'orgasme clitoridien pour en finir avec la sexualité et la médecine sous le diktat des hommes. Mais, leurs actions restent très locales,.

##### Autour du point G
Dans les années 1990, le combat féministe est moins opposé à l'homme et les femmes s'autorisent à considérer leur vagin comme une autre zone de plaisir. Le point G, supposé être sur la partie antérieure de la paroi du vagin, est le support d'un nouveau féminisme et engendre débat médiatique et phénomènes de mode. Les médias diffusent l'idée fausse qu'une femme ne peut être véritablement une femme tant qu'elle n'a pas trouvé son point G, ce qui engendre des excès pseudo-médicaux et un sentiment d'échec chez de nombreuses personnes. Concomitamment, se développe la labiaplastie, intervention chirurgicale destinée à modifier l'apparence de la vulve pour la faire correspondre à une norme du « beau », perçue par les uns comme une mutilation génitale, par les autres comme une technologie d'émancipation sexuelle.
Si le clitoris a toujours été présent dans les manuels d'anatomie de référence, bien que parfois présenté de façon très sommaire, la longue domination masculine sur la recherche anatomique a teinté de sexisme, fourvoyé et ralenti la production savante. En 1998, les urologues Helen O'Connell, Kalavampara V. Sanjeevan et John M. Hutsonet complètent les travaux de Georg Ludwig Kobelt et décrivent plus précisément le trajet des nerfs commandant l'érection du clitoris. La médiatisation et la vulgarisation de leur travail sont pour beaucoup l'occasion d'apprendre l'existence de la partie cachée de l'organe. Cette étude, de même que celle, en 2009, d'Odile Buisson et Pierre Foldes, qui échographient pour la première fois le clitoris, mettent en évidence les relations anatomiques entre la paroi antérieure du vagin et le clitoris. En 2022, de nouveaux détails sur la structure du ligament suspenseur sont mis à jour, et l'ensemble de ses fonctions restent à explorer.

##### Vulgariser la connaissance du clitoris

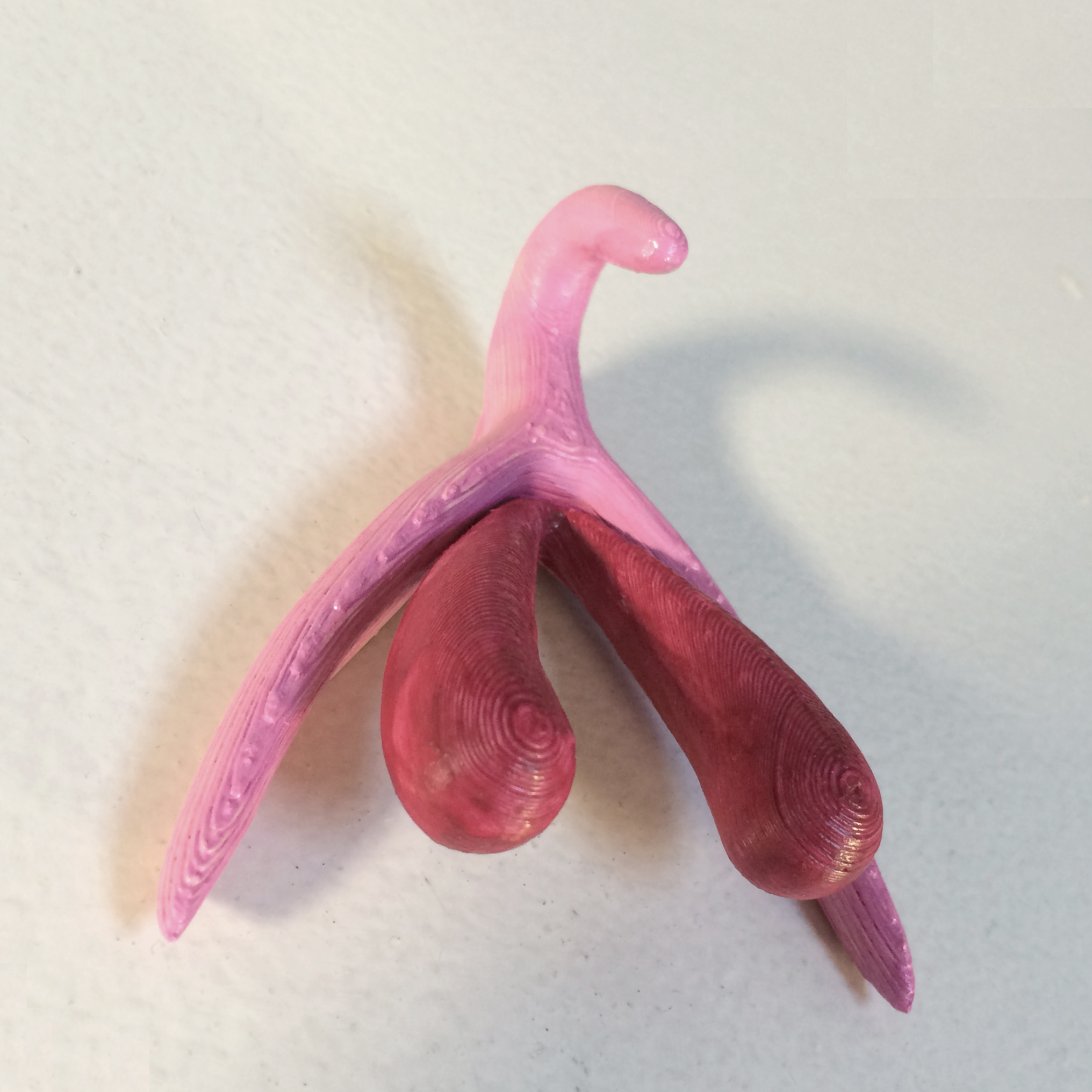
Impression tridimensionnelle du clitoris modélisé par Odile Fillod en collaboration avec la Cité des sciences à Paris (2016).

La promotion d'une meilleure connaissance du clitoris a conduit à des expressions artistiques. En 2012, Sophia Wallace lance un projet d'exposition virale nommé Cliteracy : 100 Natural Laws, le premier terme étant un mot-valise composé de « clitoris » et « litteracy ». Ce programme artistique pluridisciplinaire vise à une meilleure connaissance du corps féminin et plus particulièrement du clitoris, en brisant les tabous. En 2017, Laurence Dufaÿ expose à Bruxelles une sculpture géante d'un clitoris de deux mètres et demi afin de lutter contre son invisibilisation dans l'espace public, que l'artiste assimile à une « excision intellectuelle ».
En 2016, Odile Fillod en collaboration avec d'autres intervenants, réalise à des fins pédagogiques auprès de collégiens et lycéens, pour favoriser une représentation égalitaire des corps et des sexualités, un modèle numérique des plus précis de l'organe. Le fichier permettant la reproduction du modèle par imprimante 3D est par la suite librement mis à disposition,.
À partir de 2017 en France et de 2019 au Québec, la représentation correcte du clitoris progresse dans les manuels scolaires,,.

### Histoire des mutilations et gestes rituels concernant le clitoris

#### Afrique et Proche-Orient
Contrairement à la circoncision, il n'existe aucune preuve formelle de la pratique de l'excision durant la période pharaonique. On en retrouve la trace dans des textes grecs concernant l'Égypte aux IIe et Ier siècles av. J.-C. ainsi qu'au VIe siècle apr. J.-C.,.
L'islamisation et l'arabisation ne freinent pas la pratique, absente du Coran mais évoquée dans des hadîths, qui, en creux, indiquent que la circoncision est chose courante. Ceci pourrait refléter les normes culturelles préislamiques de la vallée du Nil,. Durant l'âge d'or de l'islam, elle est donc pratiquée par certains groupes de musulmans, principalement en Égypte et probablement en Arabie. Elle est, au XIIe siècle, attestée chez les coptes d'Égypte, au XVIIIe siècle, chez les juifs d'Éthiopie. Exécutée par des femmes, l'excision fait l'objet de festivités.
L'obligation de l'excision est discutée par les savants religieux arabes du Moyen Âge. La plupart s'accordent sur le fait qu'elle n'est pas impérative mais qu'elle est une noble action, ce qui conforte ou développe cet acte,. Le chaféisme, une école de jurisprudence de l'islam sunnite, dont le foyer spirituel est en Égypte, est la seule parmi les sunnites et les chiites à déclarer l'excision obligatoire,.
Les auteurs arabes médiévaux rejettent en majorité la clitoridectomie et l'infibulation et conseillent de ne point trop couper, pour le bonheur de la femme et de son mari, préconisant l'enlèvement d'une petite portion du seul capuchon. L'excision de la totalité du clitoris contredit en effet la vision des juristes musulmans qui estiment que les femmes ont le droit à l'épanouissement sexuel. La femme doit être freinée pour ne pas tomber dans la luxure, mais le plaisir ne doit pas disparaître complètement car le mari ne respecterait plus son épouse,.
Ibn Qayyim al-Gawziyya justifie l'excision en la faisant remonter à Abraham. Sarah, jalouse que sa servante Agar ait réussi à concevoir avec Abraham, jure de couper trois des membres de sa rivale. Abraham, craignant de fortes mutilations, ordonne de percer les oreilles d'Agar et de la circoncire. Selon un conte populaire, c'est Sarah qui, dans un accès de jalousie, aurait circoncis Agar considérée comme la mère mythique de tous les arabes. L'excision est décrite comme un moyen de se souvenir et de faire revivre la coutume d'Abraham.
À la fin du XXe siècle, l'excision est largement pratiquée dans de vastes régions d'Afrique subsaharienne, y compris dans des régions peu islamisées, mais elle est absente d'Afrique du Nord hors Égypte, ainsi qu'en Turquie. Elle est considérée comme un rite de passage. Elle est faite sur des filles bien avant la puberté. Certains mythes ou croyances de peuples africains expliquent que le clitoris est venimeux ou porteur d'une puissance maléfique, que l'excision augmente la fertilité, favorise l'enfantement, etc..

#### Asie
Largement inconnue en Asie centrale, bien qu'islamisée, l'excision fait vraisemblablement son apparition en Asie du Sud-Est avec la conversion de populations à l'islam au cours du XIIIe siècle.
Le chaféisme, répandu dans l'océan Indien, considère l'excision obligatoire. Elle est rejetée par une partie des musulmans, d'autres la considèrent comme facultative. L'excision est bien plus pratiquée dans les bastions islamiques d'Indonésie, notamment à Madura, à l'ouest de Java, à l'ouest, au nord et au sud-est de Sumatra, dans le centre-nord et le sud de Célèbes. Pour autant, dans l'est et le centre de Java à l'époque coloniale, moins de la moitié voire du tiers des filles de musulmans orthodoxes sont excisées. Les familles royales de Java l'ont pratiqué, partagées pour la plupart entre « leurs rôles de gardiennes de l'Islam et de chefs de la caste des guerriers hindous ». À Kelantan, un bastion de l'orthodoxie en Malaisie, la pratique de l'excision est générale et atteignait l'ensemble des personnes interrogées dans le cadre d'une étude à la fin du XXe siècle. L'âge de l'excision est particulièrement varié, depuis quelques jours après la naissance jusqu'à la puberté.
Les quelques rares témoignages anciens, de la fin du XVIIe siècle pour Célèbes, du début du XVIIIe siècle pour le sud des Philippines, témoignent de procédures mineures. Les travaux des anthropologues des années 1950 rapportent que l'acte standard consiste en un très léger découpage d'un morceau de chair du clitoris, en une coupure mineure, une piqûre, une égratignure, un frottement ou un étirement du clitoris, des petites lèvres ou des deux. Les actes plus invasifs sont bien moins courants. L'opération peut aussi n'être que symbolique : découpe d'une racine de curcuma en lieu et place de l'organe et posée sur le clitoris, étalement du sang d'une crête de coq sur le clitoris, etc.. Depuis la fin du XXe siècle, l'excision féminine semble se répandre et être plus invasive, en partie en raison d'un renouveau islamique. Elle semble être plus fréquemment pratiquée sur les nourrissons. Des circoncisions massives lors d'un évènement ont également fait leur apparition.
Aux XXe et XXIe siècles, l'excision féminine est justifiée par le fait qu'elle marque l'entrée de la femme dans la foi islamique, dans un état de pureté qui lui permet de prier. Les musulmans syncrétistes y perçoivent un rite de passage à l'âge adulte au moment des règles, une façon de faciliter le mariage et l'accouchement, d'améliorer le plaisir sexuel de l'homme et de la femme, de protéger de la malchance et d'éviter diverses sortes de pollution et d'énergie nocive. Dans le sud-ouest de la Malaisie, l'excision empêcherait le clitoris des filles de continuer à croître et de devenir trop gros.

#### Europe
Les opérations génitales féminines de réduction, pour cause d'hypertrophie de l'ensemble indéterminé des petites lèvres et du clitoris, sont rapportées par de nombreux auteurs antiques masculins. Ce développement (jugé trop important) des parties, que l'on croit très fréquent en Égypte, est perçu comme gênant et irritant pour les femmes. Il est aussi vu comme une incitation à la luxure par leur allongement et leur redressement à la façon du pénis. Cette opération se retrouve dans les textes chirurgicaux d'Avicenne et d'Albucasis, de Guy de Chauliac, de Henri de Mondeville, notamment sous le terme de tentigo ou batharum (transcrit de l'arabe), ce qui peut correspondre à des cas d'hermaphrodisme ou d'intersexuation,. La fréquence de la mention de cette opération conduit certains auteurs à juger que l'ensemble clitoris et petites lèvres n'est qu'une excroissance anormale qu'il convient de réduire.
La « redécouverte » du clitoris par les chirurgiens de la Renaissance conduit à de nouveaux questionnements. Ce « petit pénis » est susceptible de pénétrer d'autres femmes et de leur donner du plaisir. Il s'ensuit un désordre moral, naturel et politique. En 1573, dans son traité « Monstres et prodiges », Ambroise Paré établit un lien entre clitoris de « grande taille » et hermaphrodisme et entre clitoris et homoérotisme féminin. Jacques Daléchamps perçoit dans les tribades des femelles hermaphrodites au clitoris s'érigeant comme un pénis qu'il faut exciser, comme dit-il cela était pratiqué sur les Égyptiennes de l'Antiquité. La tribade devient un topos de la littérature médicale, elle est le symbole de l'inversion de l'ordre (hétérosexuel) du ménage.
Malgré tout, bien que ressassée dans les écrits médicaux, la clitoridectomie pour cause d'hypertrophie est très rarement pratiquée avant le début du XIXe siècle. La lutte contre l'onanisme, initiée par Samuel Auguste Tissot dans un ouvrage en 1760, s'installe durablement dès les années 1820 en Allemagne, en France et au Royaume-Uni. Il est en effet jugé que cette pratique peut occasionner un affaiblissement généralisé voire la mort. Elle n'occasionne cependant que très peu d'interventions chirurgicales. Le soin de la nymphomanie, de l'hystérie et d'autres troubles psychiques ou sexuels qui peuvent s'accompagner de masturbations répétées aboutissent parfois à une ablation du clitoris pour les cas jugés les plus désespérés. Le britannique Isaac Baker Brown s'en fera une spécialité et un argument commercial dans les années 1850 et 1860,. Progressivement, les médecins s'interrogent sur les origines physiologiques ou mentales de ces « irritations » et relativisent les effets pathogènes de la masturbation. Dans le même temps, d'autres médecins préconisent des massages manuels, l'hydrothérapie à partir des années 1880, des traitements vibratoires au début du XXe siècle avant que ne se diffusent les vibromasseurs.
Pour autant, aux États-Unis, jusqu'au milieu du XXe siècle, l'excision du capuchon clitoridien connaît une certaine popularité, en tant que traitement de la frigidité en libérant l'accès au gland,. Tout au long du XXe siècle et encore au XXIe siècle, aux États-Unis et en France, est pratiquée la clitoridectomie sur des enfants intersexes, chirurgie qui selon l'Organisation des Nations unies s'apparente à une mutilation génitale.

### Filmographie
- Le clitoris, ce cher inconnu, film documentaire de Michèle Dominici, ARTE - Cats and dogs, 2004.
- Le Clitoris, court métrage d'animation de Lori-Malépart Traversy inspiré de La Fabuleuse Histoire du clitoris de Jean-Claude Piquard, 2016.